# Église Notre-Dame-de-la-Nativité de La Neuville-en-Hez
Pour les articles homonymes, voir église Notre-Dame-de-la-Nativité.
L église Notre-Dame-de-la-Nativité est une église catholique paroissiale située à La Neuville-en-Hez dans le département de l'Oise, en région Hauts-de-France en France. Sa partie la plus ancienne est le clocher roman, qui date de 1140 environ. Les grandes arcades de la nef et au nord et au sud de la base du clocher ne sont pas beaucoup plus récentes, mais déjà de style gothique. C'est toutefois le style gothique flamboyant qui domine à l'intérieur de l'église. Le chœur avec son abside à pans coupés et ses deux bas-côtés ont été construits dans ce style à la limite du XVe et du XVIe siècle, et puis la base du clocher a été remanié dans le même style. Plus que deux siècles plus tard, alors que l'architecture classique règne en maîtresse, la nef et les bas-côtés sont rebâtis dans le style flamboyant, sauf la façade occidentale, qui seule affiche le style classique. L'église a été inscrite monument historique par arrêté du 2 avril 1927. Elle possède un intéressant mobilier qui est en grande partie antérieure à la Révolution française.

## Historique
D'après Louis Graves, qui s'appuie sur l'Histoire de la ville de Beauvais et des antiquités du pays de Beauvoisis publiée par Pierre Louvet en 1614, l'église aurait été fondée par le comte Raoul de Clermont, et bâtie en 1187 en même temps que les premières maisons du village. En analysant l'architecture du clocher qui est manifestement romane, Eugène Müller est parvenu à la conclusion que cette date est trop tardive, et propose la date de 1140. L'église se situe sur la paroisse de Courlieu, villages ayant fusionné par la suite avec La Rue-Saint-Pierre et dont le nom est tombé en désuétude. Le prêtre desservant l'église est donc un vicaire dépendant du curé de Courlieu. Mais sous l'impulsion des comtes de Clermont, la cure est transférée à la nouvelle église, tandis que Courlieu devint un vicariat de La Neuville-en-Hez. Des bulles de 1249, 1250 et 1269 sanctionnent ces modifications. À cette époque, la cure est à la nomination du chapitre de Gerberoy, qui perçoit la moitié des dîmes, la moitié des chandelles présentées le jour de la Purification et tout le pain que l'on donnait au curé le lendemain de Noël. Par son testament de 1251, Jeanne, veuve de Gaucher de Châtillon, fille de la comtesse Mahaut, donne à perpétuité au curé l'usage du vert bois dans la forêt de Hez-Froidmont, tant pour le chauffage que pour les constructions. Saint-Louis confirme et réglemente cet usage en 1259. Ce droit fut restreint dans la suite à quatre cordes de bois par an. Les chanoines de Gerberoy s'installent provisoirement à La Neuville en 1419, où ils célèbrent le service divin dans l'église paroissiale, dédiée alors à Saint-Mathieu. Ils avaient dû quitter leur église et leurs maisons brûlées ou ruinées par les gens de guerre. Ils ne demeurent qu'un peu plus d'un an à La Neuville. Ne s'y sentant pas encore suffisamment en sûreté, ils se retirent à Beauvais et ne rentrent à Gerberoy qu'en 1423,.

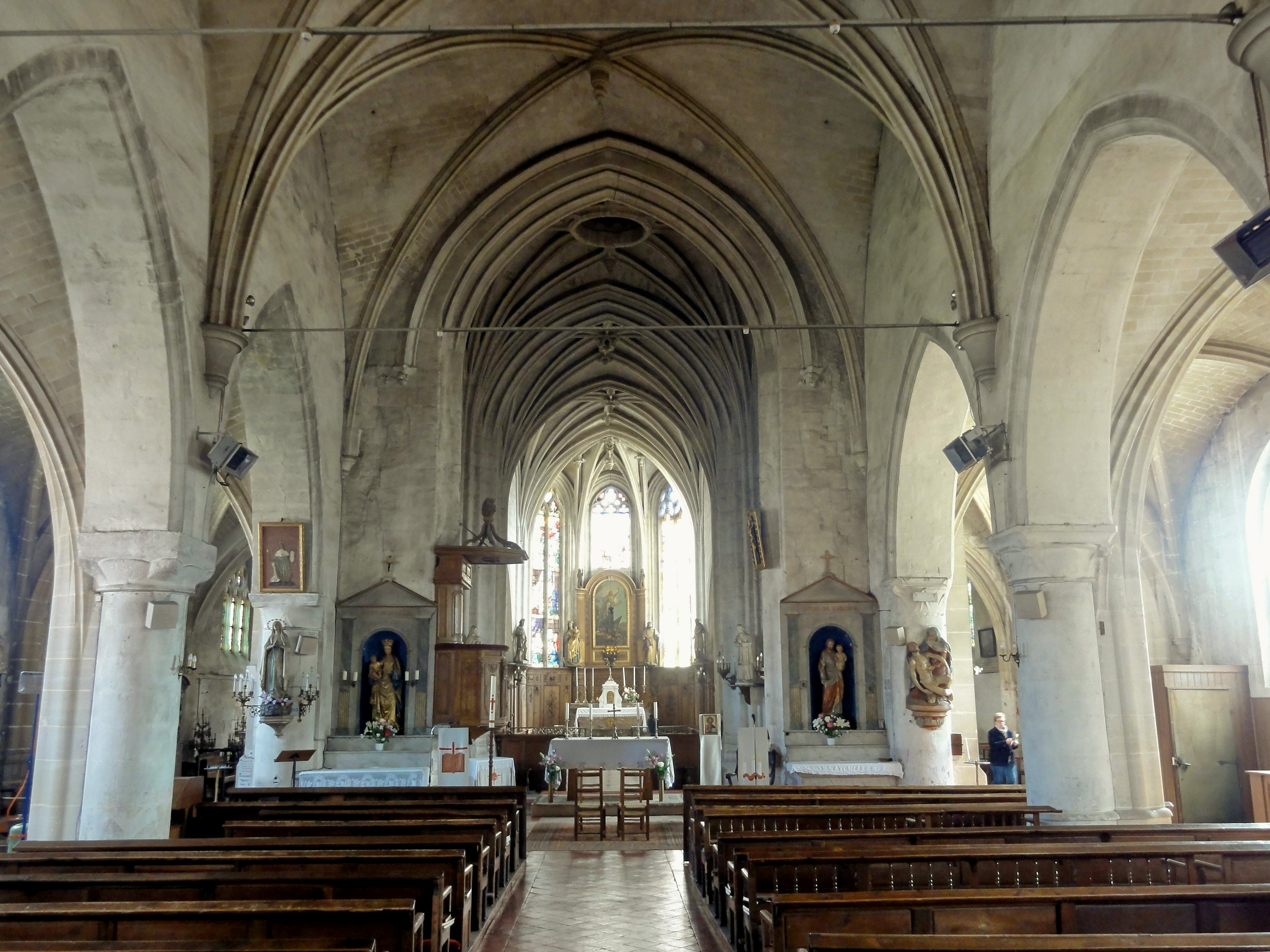
Vue générale intérieure.

L'église du milieu du XIIe siècle comporte une nef non voûtée de trois travées, un clocher faisant suite à la nef et s'élevant vraisemblablement au-dessus de la croisée du transept, et un chœur dont l'on ignore tout. D'après Germain Montier, la nef n'aurait initialement pas possédé de bas-côtés, et les grandes arcades auraient été percées à la fin du XIIe siècle seulement. Eugène Müller situe ces remaniements plutôt au début du XIIIe siècle, mais il les attribue à Raoul de Neuville qui est alors évêque d'Arras : or, cet évêque ne semble avoir aucun rapport avec La Neuville-en-Hez, et n'est sûrement pour rien dans la reconstruction. Elle remonte en tout cas à la période gothique primitive, comme l'indiquent les chapiteaux des piliers des arcades, et concerne aussi les arcades faisant communiquer la base du clocher avec les croisillons. Les tailloirs des chapiteaux ne sont pas saillants, et ne pouvaient donc pas recevoir d'éventuelles nervures des voûtes : nef et bas-côtés n'étaient donc toujours pas voûtés. Les bas-côtés étaient recouverts de voûtes en berceau de bois, dont des morceaux de l'ossature subsistent au-dessus des voûtes actuelles. La nef était recouverte d'une voûte de bois de section trapézoïdale, dont les poutres subsistent également dans les combles. On peut également y voir que la nef était initialement éclairée par des fenêtres situées très haut : ses murs gouttereaux étaient donc visibles depuis l'extérieur. Ils se terminent par une corniche formé d'un boudin, qui repose sur des modillons sculptés très simplement. Un second remaniement intervient au XIVe siècle, et porte sur la reconstruction gothique des croisillons, avec toujours des pignons au nord et au sud, et des fenêtres pourvues d'un remplage gothique rayonnant. Mais sauf ces fenêtres, rien de cette époque ne subsiste à l'intérieur. Les croisillons ont en effet été revoûtés lors de la construction du chœur actuel, à la fin du XVe et au début du XVIe siècle, dans le style gothique flamboyant. Le nouveau chœur comporte deux travées droites accompagnées de bas-côtés, qui se terminent par un chevet plat, alors que le vaisseau central se termine par une abside à cinq pans. L'église n'a pas encore trouvé son aspect actuel, car la nef et les bas-côtés sont voûtés dans le style flamboyant à partir de 1740. En cette année, les habitants, les marguilliers et le curé s'étaient adressés au roi Louis XV pour obtenir l'arbitrage d'un litige qui les opposait à l'administration des Eaux et Forêts. Le roi avait tranché à la faveur des Neuvillois, et ils touchent des dommages et intérêts qui leur permettent de réparer l'église, le presbytère, l'hôtel-Dieu et la maison du maître d'école. Les murs gouttereaux des bas-côtés sont également rebâtis, et la façade occidentale est remplacée peu avant la Révolution française par une nouvelle façade de style jésuite, achevée en 1790 comme l'indique une inscription. Depuis lors, l'étage de beffroi du clocher est l'unique élément roman de l'église encore visible,. L'église a été inscrite monument historique par arrêté du 2 avril 1927.
Depuis une époque indéterminé, le premier titre de l'église, Saint-Mathieu, s'est effacé, et l'église est aujourd'hui placée sous le seul vocable de la Nativité de Notre-Dame, qui est célébrée le 8 septembre. Sous l'Ancien Régime, la paroisse de La Neuville-en-Hez entre dans le doyenné et l'archidiaconé de Clermont, du diocèse de Beauvais. Au moment du concordat de 1801, le diocèse de Beauvais est supprimé et rattaché au diocèse d'Amiens, puis il est rétabli en 1822. Sauf pendant cette période, la paroisse de La Neuville-en-Hez a toujours dépendu du diocèse de Beauvais. Elle est aujourd'hui intégrée dans la paroisse Saint-Louis de Bresles, et il n'y a plus de prêtre résident. Le curé a quatorze églises à sa charge, et l'église Notre-Dame-de-la-Nativité n'accueille plus de célébrations eucharistiques régulières.

## Description

### Aperçu général

Plan schématique de l'église.

L'église est entièrement dégagée d'autres édifices. La façade occidentale donne sur l'avenue du général Leclerc, et l'élévation méridionale est alignée sur la rue Eugène-Corbillon ; le carrefour avec la rue du 8 mai 1945 se situe au sud du clocher. L'élévation septentrionale et le chevet donnent sur la place Verte, qui est une vaste place publique engazonnée et bordée d'une allée d'arbres. Régulièrement orientée, l'église suit un plan cruciforme, mais s'inscrit dans un rectangle, dont déborde l'abside du chœur à l'est. Le transept n'est donc pas saillant, et n'est reconnaissable que par ses deux pignons au sud et au nord du clocher. Ce n'est par ailleurs plus un transept proprement dit, car les croisillons ne sont pas voûtés plus hauts que les bas-côtés. On peut donc considérer que l'église se compose d'un vaisseau central de six travées barlongues se terminant par une abside à cinq pans, accompagnée de deux bas-côtés de six travées se terminant par des chevets plats. Les trois premières travées correspondent à la nef et ses bas-côtés. La quatrième travée du vaisseau central est la croisée du transept, en même temps base du clocher, et abrite aujourd'hui le maître-autel. Le chœur proprement dit correspond à la cinquième et la sixième travée du vaisseau central et à l'abside, et n'est plus utilisé pour la liturgie. En effet, la cinquième et la sixième travée sont en grande partie vides et seulement occupés par les stalles installées en 1856. Les bas-côtés du chœur sont aménagés comme des chapelles et contiennent des bancs de fidèles. Des offices y pouvaient être célébrées. L'extrémité du bas-côté méridional est la chapelle Saint-Nicolas, qui formait jadis un bénéfice particulier à la nomination de l'évêque. Le chapelain y était tenu d'y dire une messe par mois. — L'ensemble de l'église est voûté d'ogives dans le style flamboyant, mais dans la nef et ses bas-côtés, ces voûtes ne datent que du milieu du XVIIIe siècle. L'homogénéité stylistique est grande, et seuls les arcades gothiques de la nef et de la base du clocher ainsi que les trois types de fenêtres indiquent que l'église a connu de différentes campagnes de construction. Les piles du clocher et leurs contreforts rompent l'unicité de l'espace. Les deux piles occidentales ont des contreforts vers le nord et vers le sud, dont ceux regardant vers l'intérieur du vaisseau central servent d'appui à des autels secondaires, et les deux piles orientales ont des contreforts respectivement vers le nord et vers le sud, qui servent d'appui à deux autres autels.

### Intérieur

#### Nef et bas-côtés

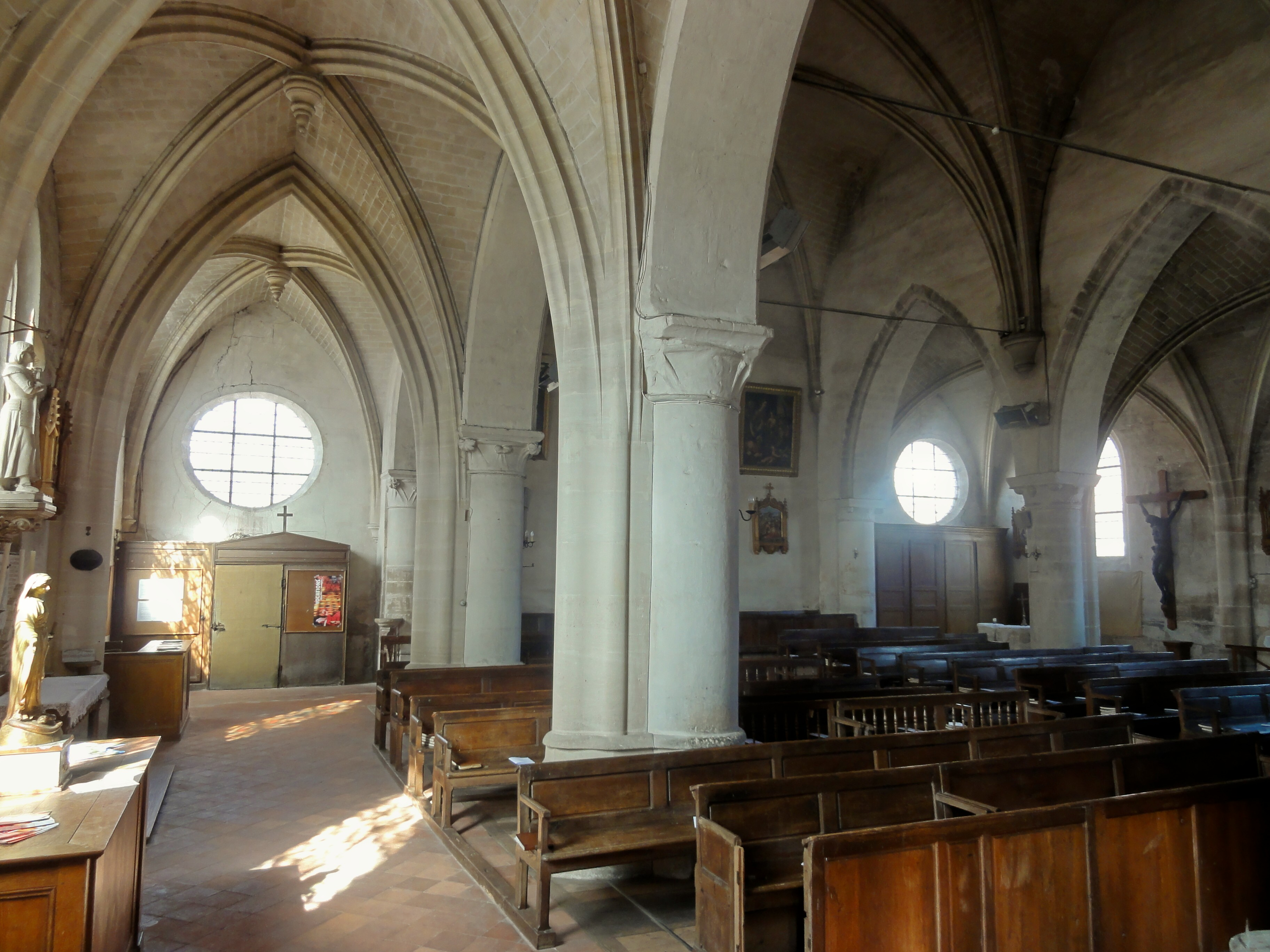
Bas-côté sud et nef, vue vers l'ouest.

L'on accède à l'église par la porte occidentale du bas-côté sud, ou une petite porte dans la troisième travée du même bas-côté, le grand portail occidental de la nef étant rarement utilisé. La nef est assez sombre, car éclairée directement seulement par une rosace hexalobe en haut du mur occidental. Les fenêtres hautes ont été bouchées au plus tard lors du voûtement de la nef, après 1740. Contrairement à d'autres églises dans le même cas, on a également refait le parement des murs hauts, si bien qu'aucune trace des fenêtres n'est plus visible depuis l'intérieur de la nef. L'on reconnaît facilement que la nef n'a pas toujours été voûtée, car le style des grandes arcades et de leurs chapiteaux ne concorde pas avec celui des voûtes ; les ogives et doubleaux sont reçus par des culs-de-lampe au lieu de retomber sur les chapiteaux ; et il n'y a pas d'arcs formerets. Il est tout à fait remarquable que l'on décida, au milieu du XVIIIe siècle, de bâtir des voûtes dans le style gothique flamboyant, alors que la période gothique était terminée depuis deux siècles, et que tous les édifices neufs se construisaient dans le style classique. Certes, le voûtement d'arêtes ou en berceau s'appliquait rarement lors de la réparation d'églises existantes, mais comme déjà sous la Renaissance, l'on opta alors pour des voûtes d'ogives en plein cintre et des nervures d'un profil carré. À La Neuville-en-Hez, les arcs d'inscription sont en tiers-point et les profils prismatiques, comme à la période flamboyante. Dans les bas-côtés, on alla jusqu'à adosser des piliers ondulés aux colonnes des grandes arcades, et des piliers analogues sont engagés dans les murs extérieurs, ce qui témoigne d'une volonté manifeste de donner à la nef et à ses bas-côtés le style du chœur. Sachant que la nef et les bas-côtés étaient à la charge des paroissiens sous l'Ancien Régime, ce furent donc les Neuvillois qui imposèrent au maître d'œuvre ce choix. Les grandes arcades de la seconde moitié du XIIe siècle furent respectées. Elles sont à simple rouleau et non moulurées, sauf l'arête regardant vers la nef. Comme déjà mentionné, les tailloirs carrés des chapiteaux sont juste assez grandes pour recevoir les grandes arcades. Les chapiteaux sont sculptés de crochets, ce qui a sans doute amené Germain Montier à dire que les grandes arcades sont le résultat d'une reprise en sous-œuvre de la fin du XIIe siècle. En tout cas elles ne sont pas romanes, mais la nef peut bien être un peu postérieure au clocher, et dans l'église Saint-Gervais de Pontpoint, on trouve des chapiteaux semblables qui datent des années 1155-1160. Reste à revenir sur l'arc triomphal vers le sanctuaire, ou autrement dit, l'ancienne croisée du transept. Il a été repris à la période flamboyante, et est plus étroit que la nef, car s'insérant entre deux contreforts du clocher. Des autels avec des retables sont placés devant les contreforts, et les niches des retables contiennent des statues de la Vierge à l'Enfant et de saint Joseph,.

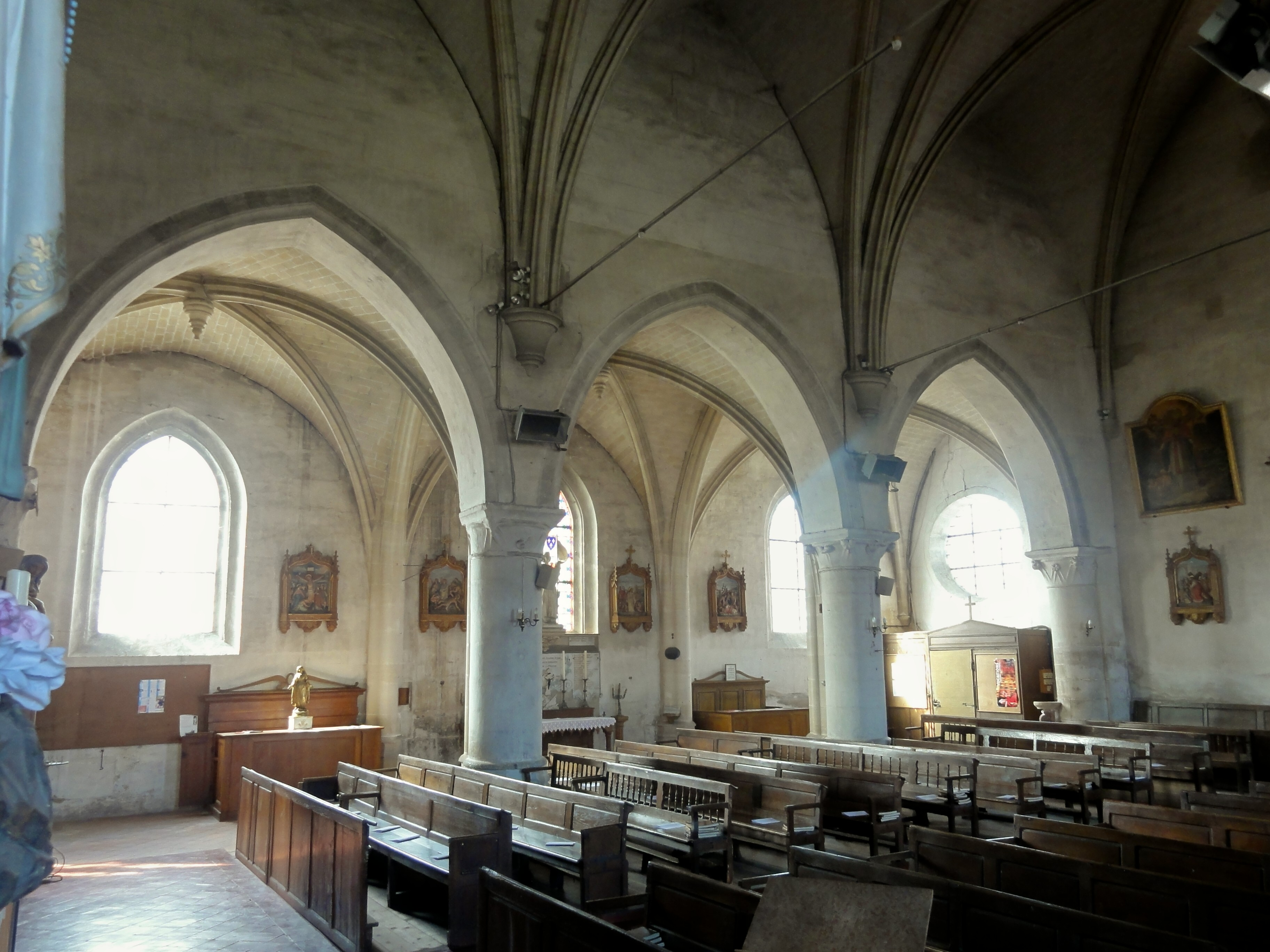
Grandes arcades du sud.
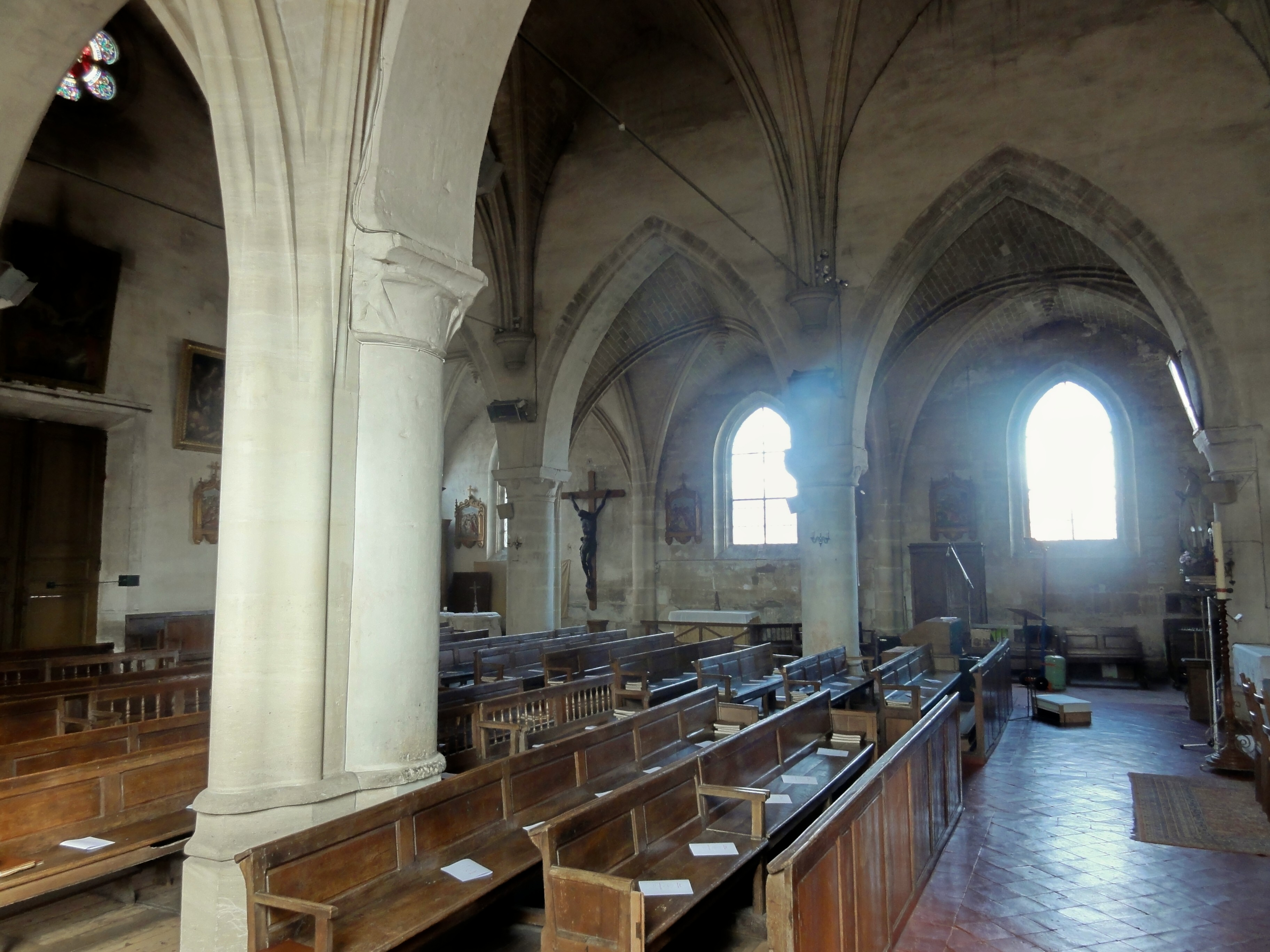
Bas-côté sud, vue vers le nord.
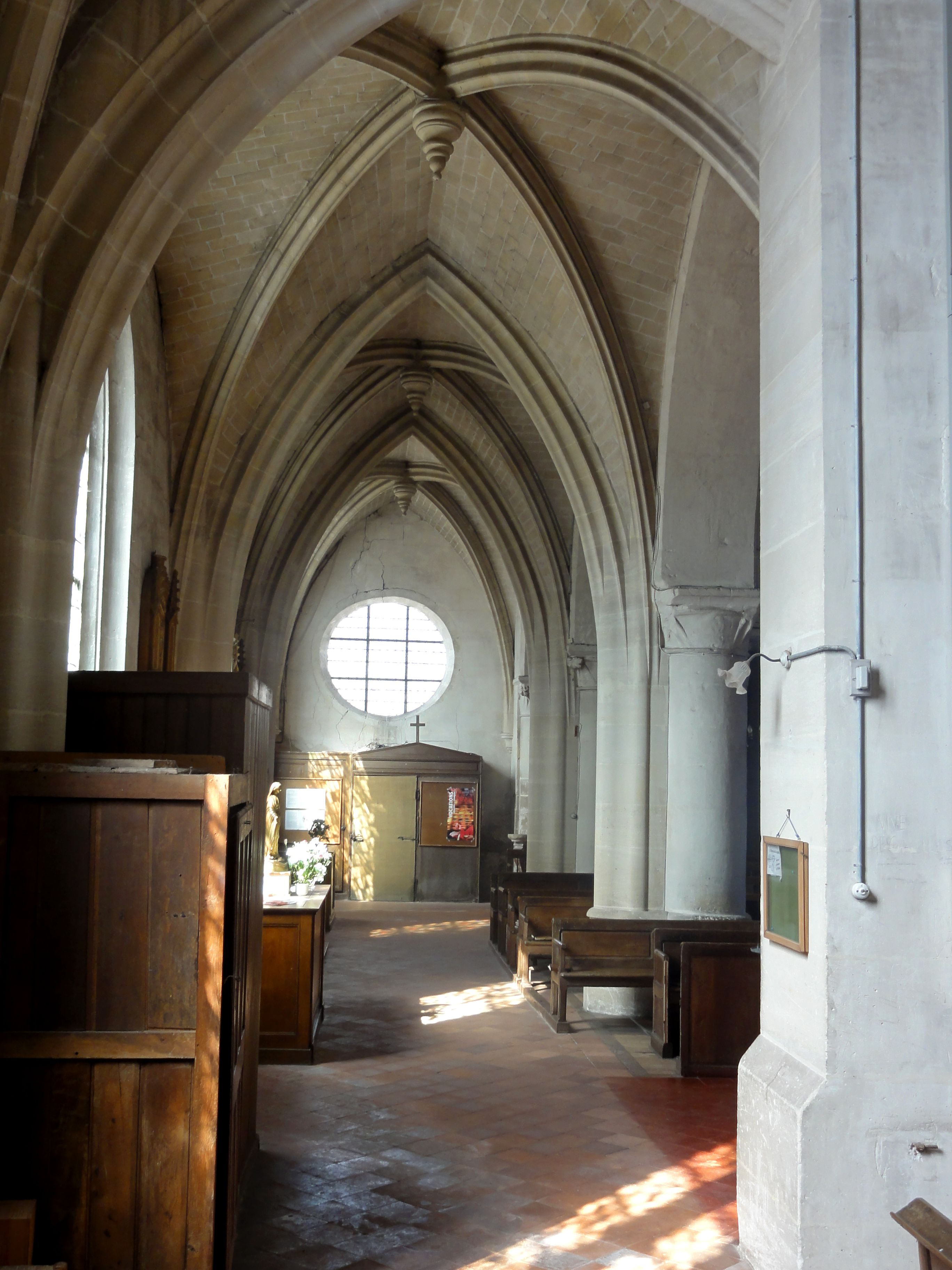
Bas-côté sud, vue vers l'ouest.
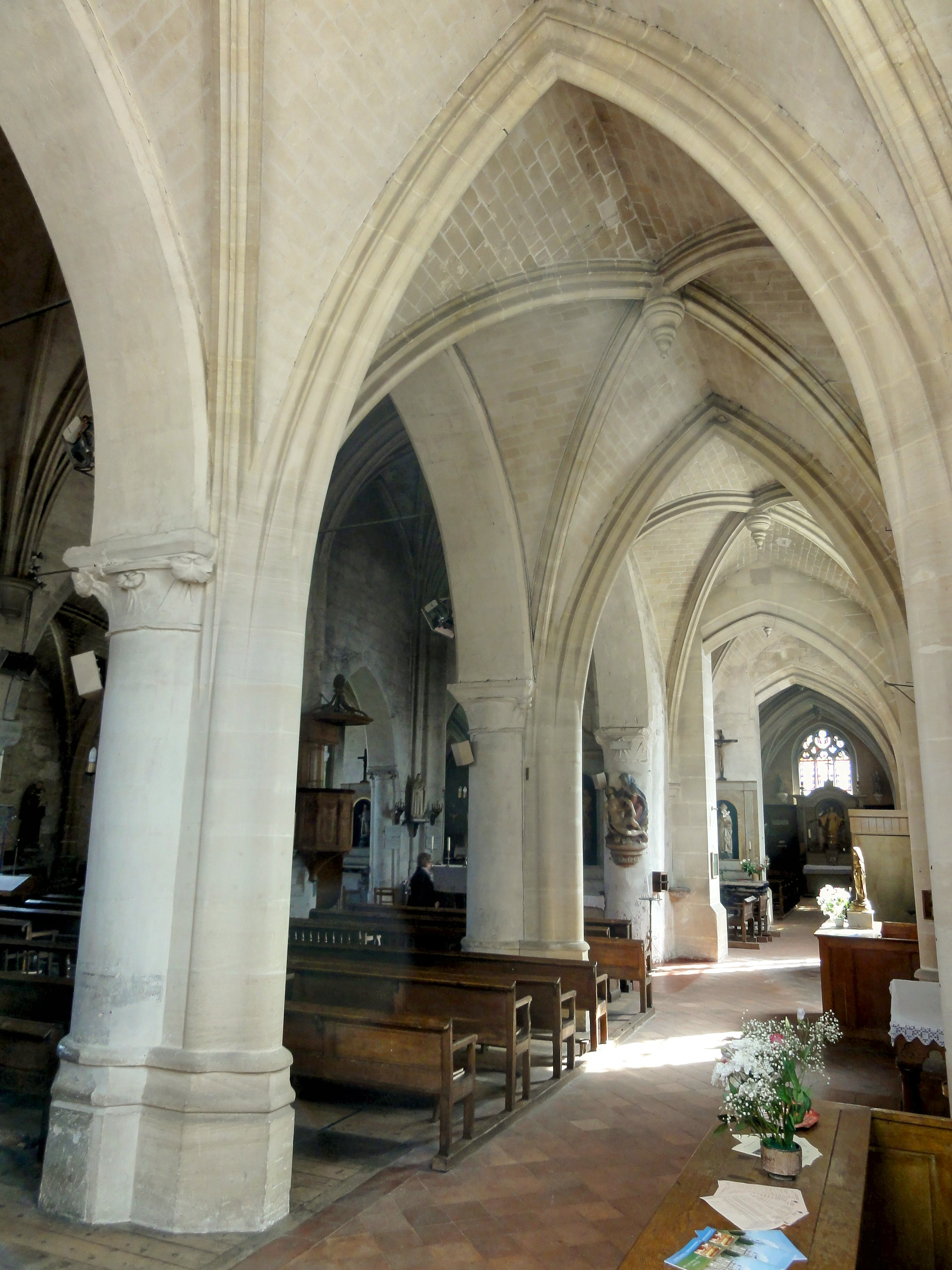
Bas-côté sud, vue vers l'est.
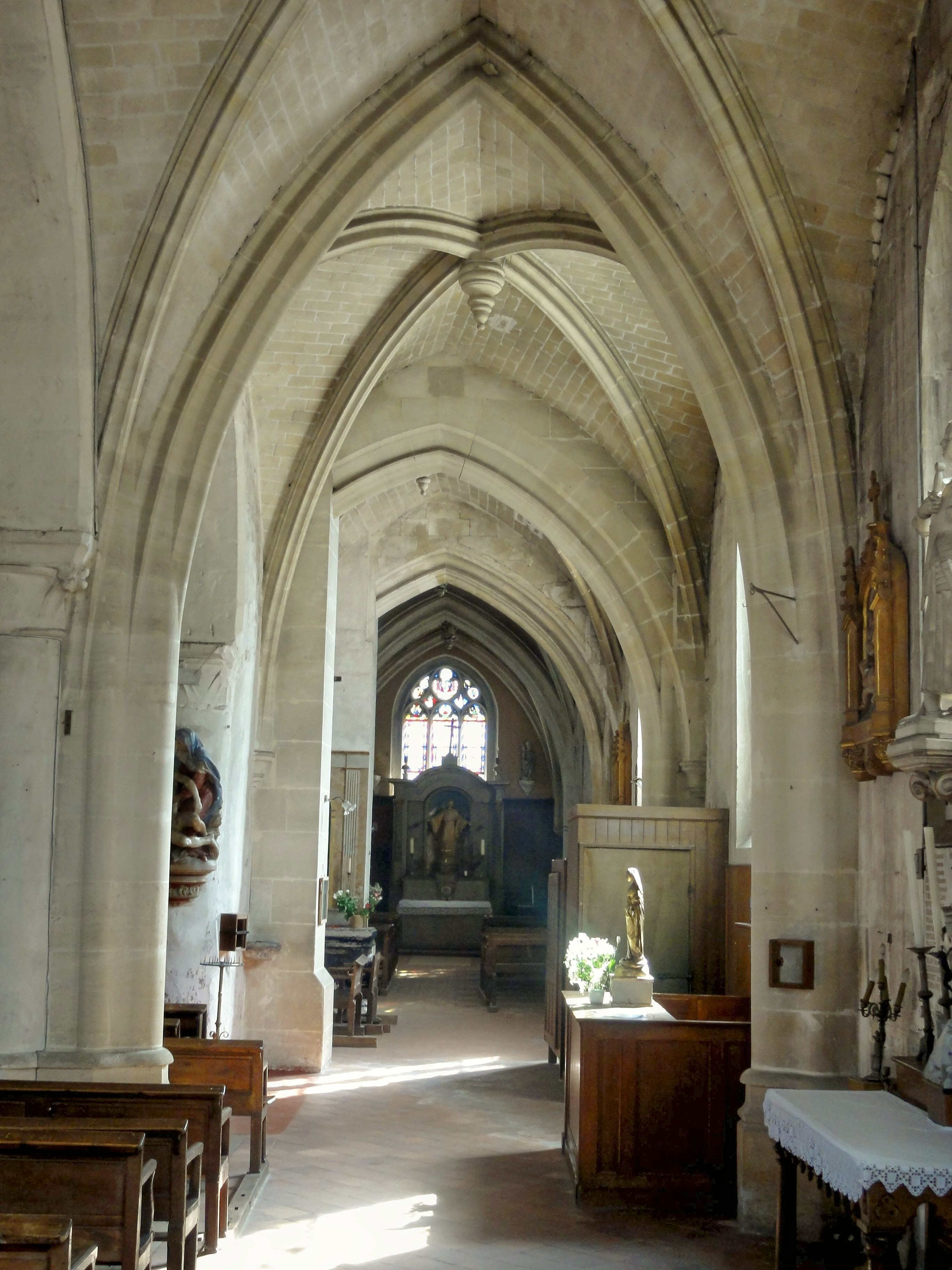
Bas-côté sud, vue vers l'est.
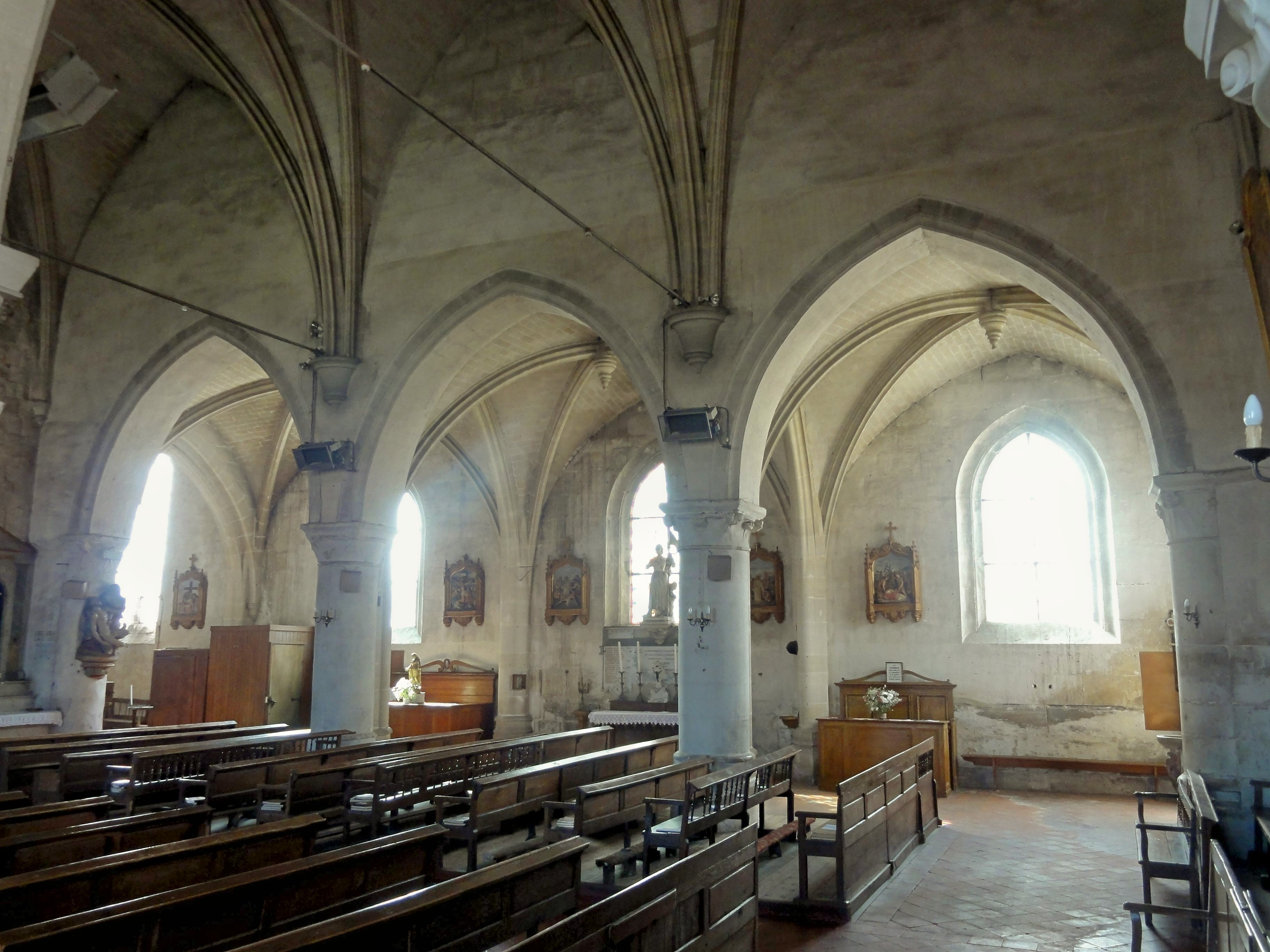
Grandes arcades du sud.

#### Ancien transept

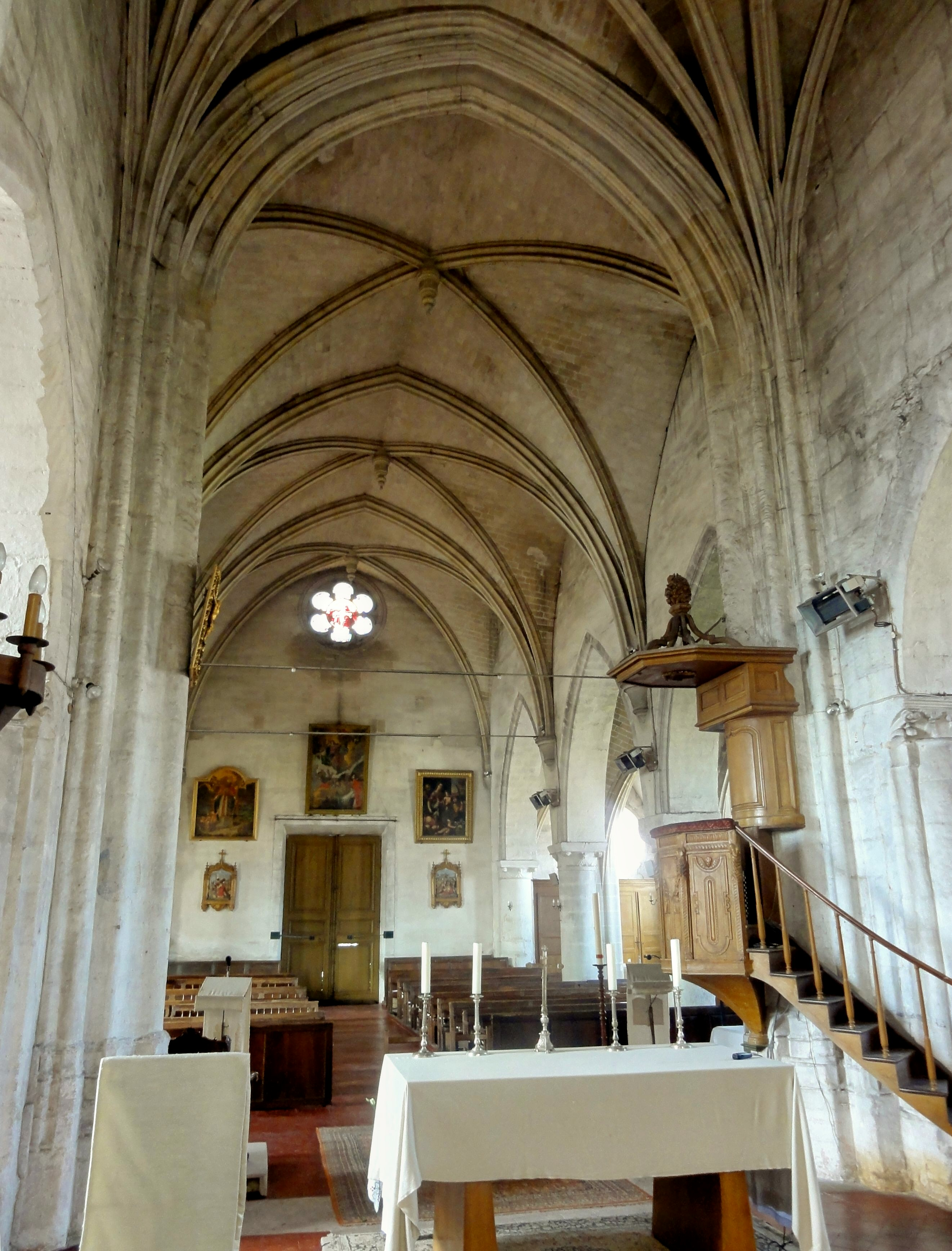
Sanctuaire, vue dans la nef.

Le transept a subi au moins trois remaniements, à l'issue desquels les croisillons ont été assimilés au bas-côtés, et la croisée, en même temps base du clocher, au chœur. Comme déjà signalé, la base du clocher est aujourd'hui le sanctuaire, ce qui n'a pas toujours été le cas, car la chaire à prêcher s'y trouve. Elle est portée par la pile nord-est du clocher. Il n'est aujourd'hui plus possible de déterminer si un transept proprement dit, c'est-à-dire avec des croisillons plus élevés que les bas-côtés, a réellement existé au début. La première modification serait intervenue à la fin du XIIe siècle, au moment de la création des grandes arcades de la nef. Même si celles-ci sont peut-être plus anciennes et remontent aux années 1150, les arcades faisant communiquer la base du clocher avec les croisillons ont en tout cas été modifiées à la période gothique. Afin d'assurer la stabilité du clocher, elles sont moins larges que la base du clocher est profonde. Aujourd'hui, elles s'ouvrent entre deux demi-colonnes appareillées à très faible relief, moins larges que les piles du clocher, et pour éviter les angles saillants, les arêtes ont été retaillées et pourvues de gorges. Les corbeilles des chapiteaux paraissent curieusement plates, et n'ont à vrai dire qu'une seule face, celle regardant vers l'intérieur de l'arcade. Dans leur ensemble, les colonnes et chapiteaux donnent l'impression d'avoir été sculpté dans les piédroits initialement nus des arcades romanes. Une seconde modification est intervenue au XIVe siècle, à une période impossible à préciser, car les murs-pignon des croisillons bâtis à cette époque ne sont pas décorés, et le remplage des fenêtres, qui est constitué de deux lancettes aux têtes trilobées surmontées d'un oculus, est d'une facture assez simple. Rien d'autre ne subsiste du XIVe siècle, et l'on ne peut donc pas préciser si d'autres travaux furent entrepris à cette époque. Au début du XVIe siècle en effet, des travaux d'une grande ampleur donnèrent au transept son visage actuel. Ils étaient sans doute motivé par la construction du chœur et la volonté d'adapter l'église au goût de l'époque. L'arc triomphal fut remanié, mais il se peut qu'il ait seulement été retaillé avec un profil prismatique. Les modifications furent plus importantes pour le large doubleau vers le chœur, qui reçut des piliers ondulés, et pour la voûte, qui fut entièrement remplacée. C'est une voûte flamboyante avec des liernes et tiercerons, percée en son centre d'un trou de cloches. Les croisillons ont été pourvus de voûtes flamboyantes sur croisées d'ogives simples, dont les clés de voûte pendantes de style Renaissance sont les mêmes que dans les bas-côtés de la nef. On serait amené de croire que les voûtes des croisillons ne datent donc que du XVIIIe siècle, mais aucun auteur ne s'est prononcé à leur sujet. Les croisillons se distinguent des bas-côtés par les contreforts du clocher qui obstruent partiellement les arcs-doubleaux. Comme dans la nef, des autels avec des retables sont adossés aux contreforts dans les croisillons. Celui du nord abrite une statue de saint Côme ou Damien, et celui du sud une statue de saint Éloi,.

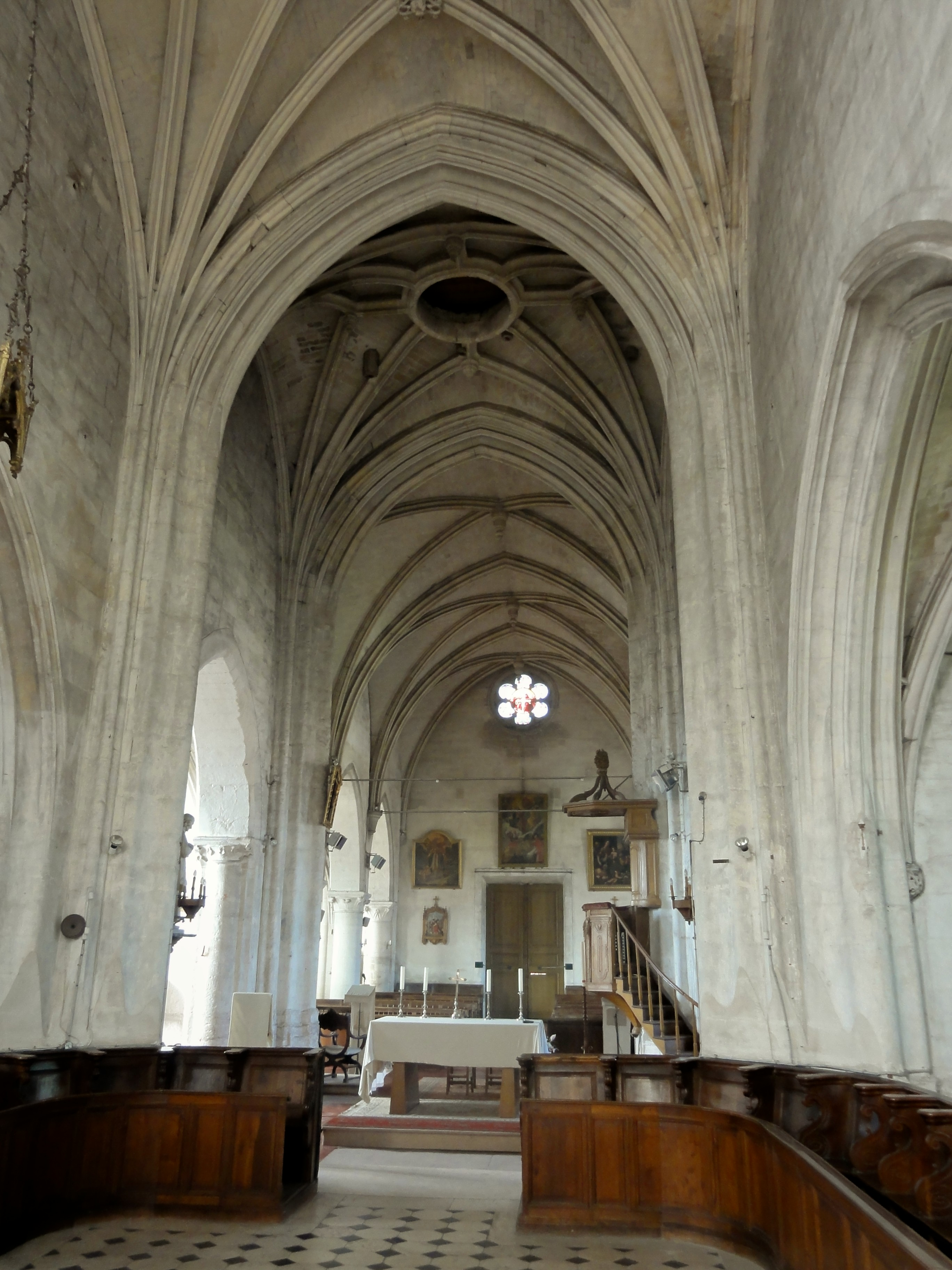
Chœur, vue vers la croisée.
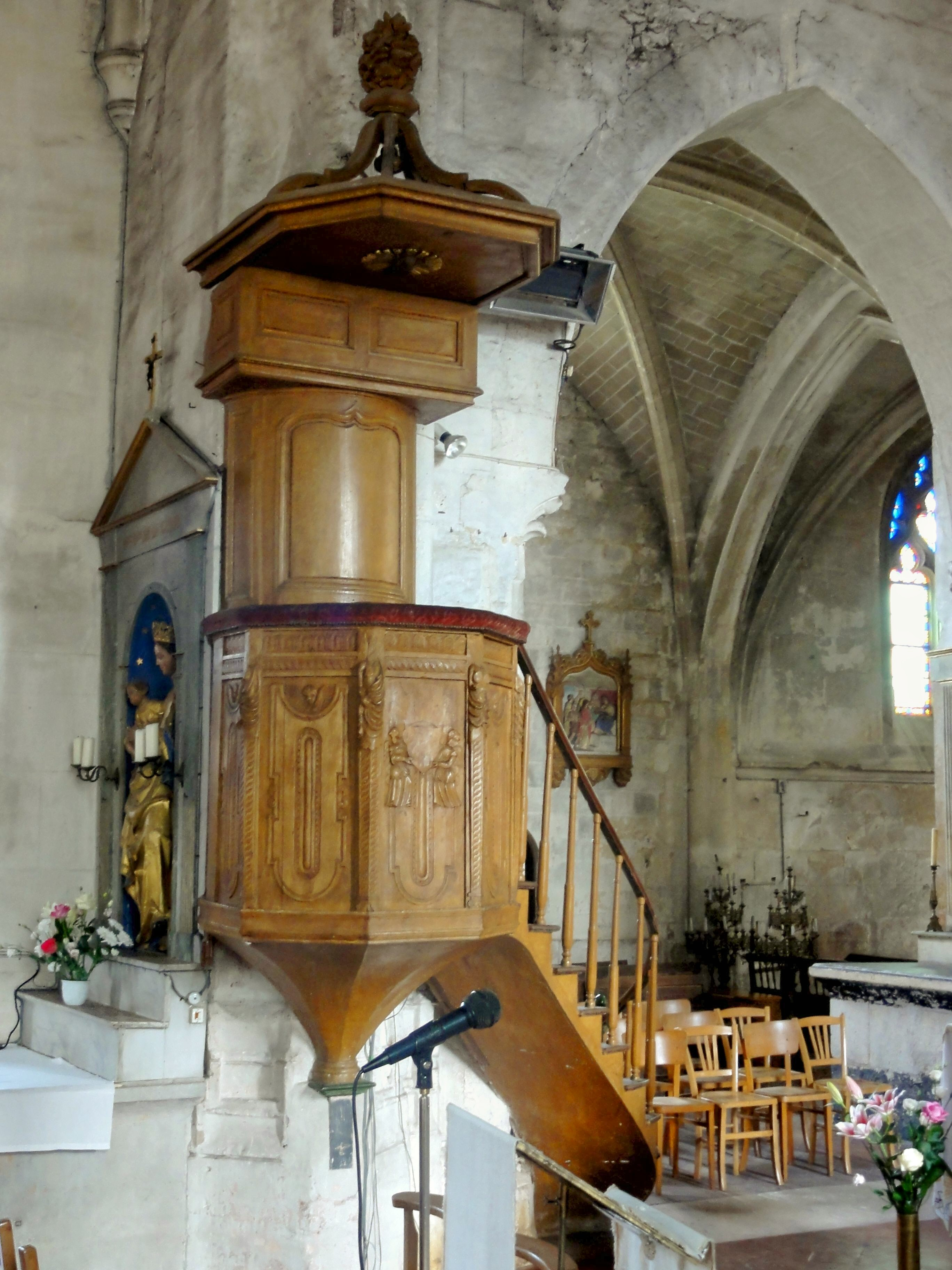
Chaire à prêcher.
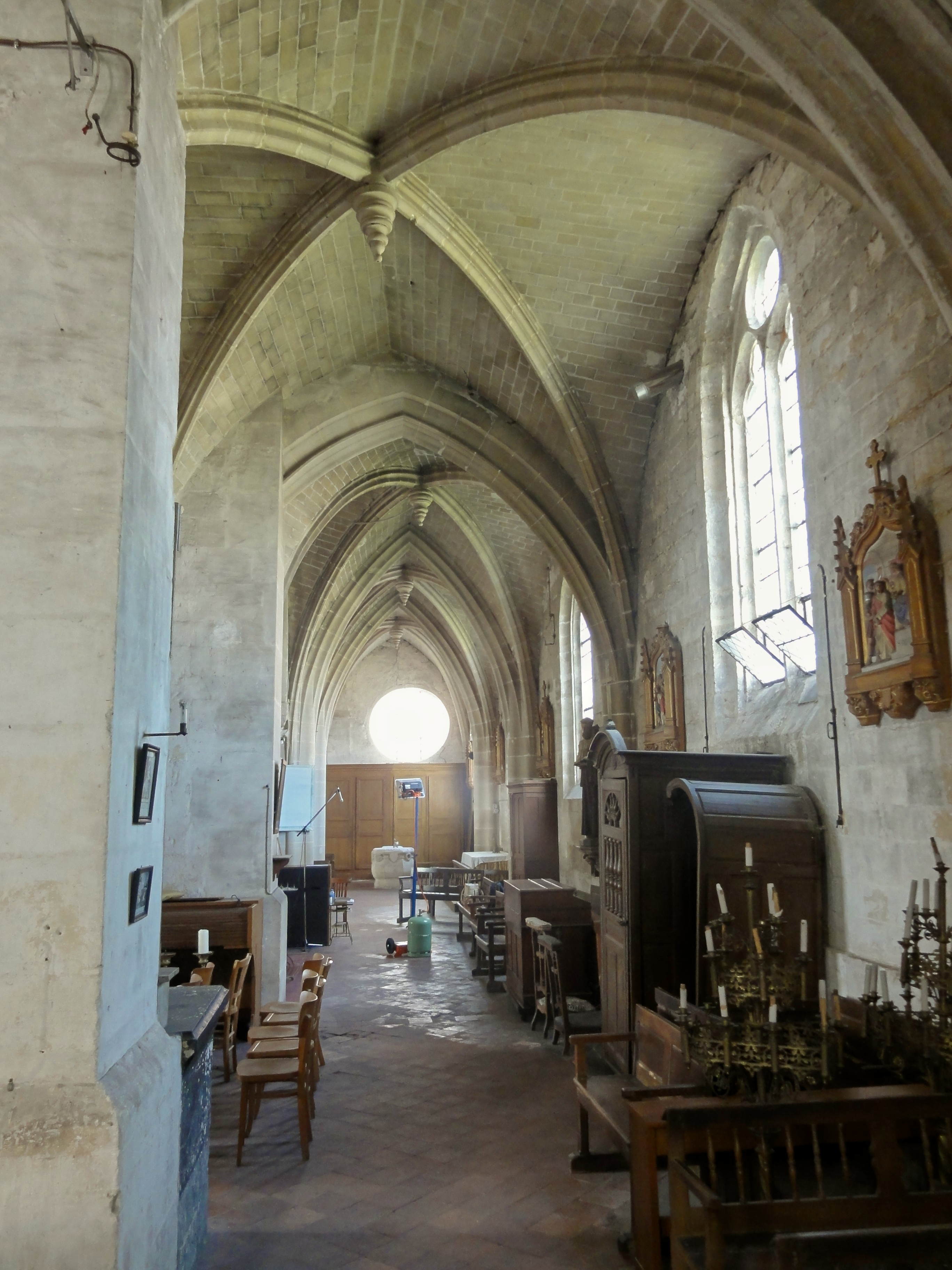
Croisillon nord, vue vers l'ouest.
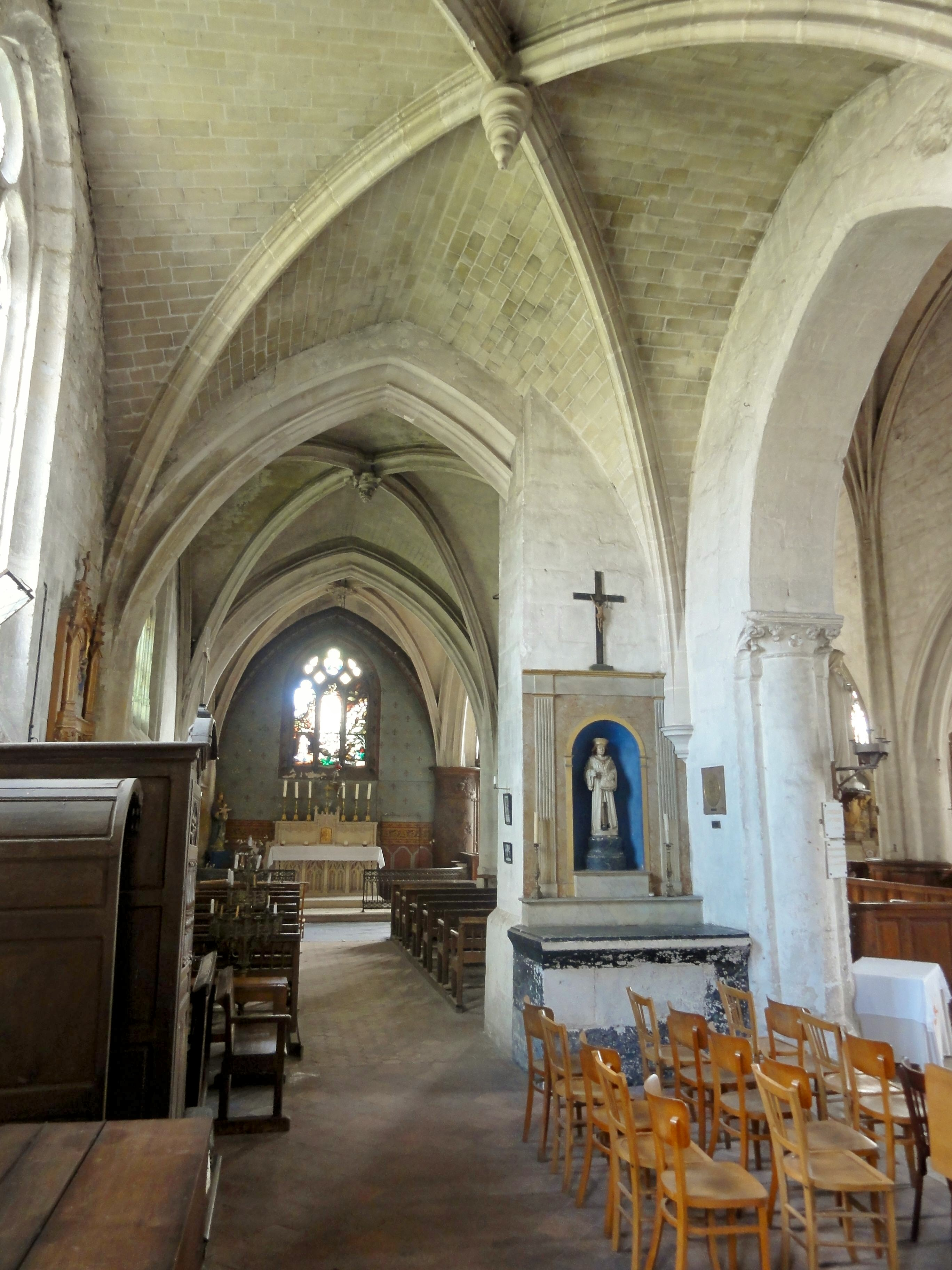
Croisillon nord, vue vers l'est.
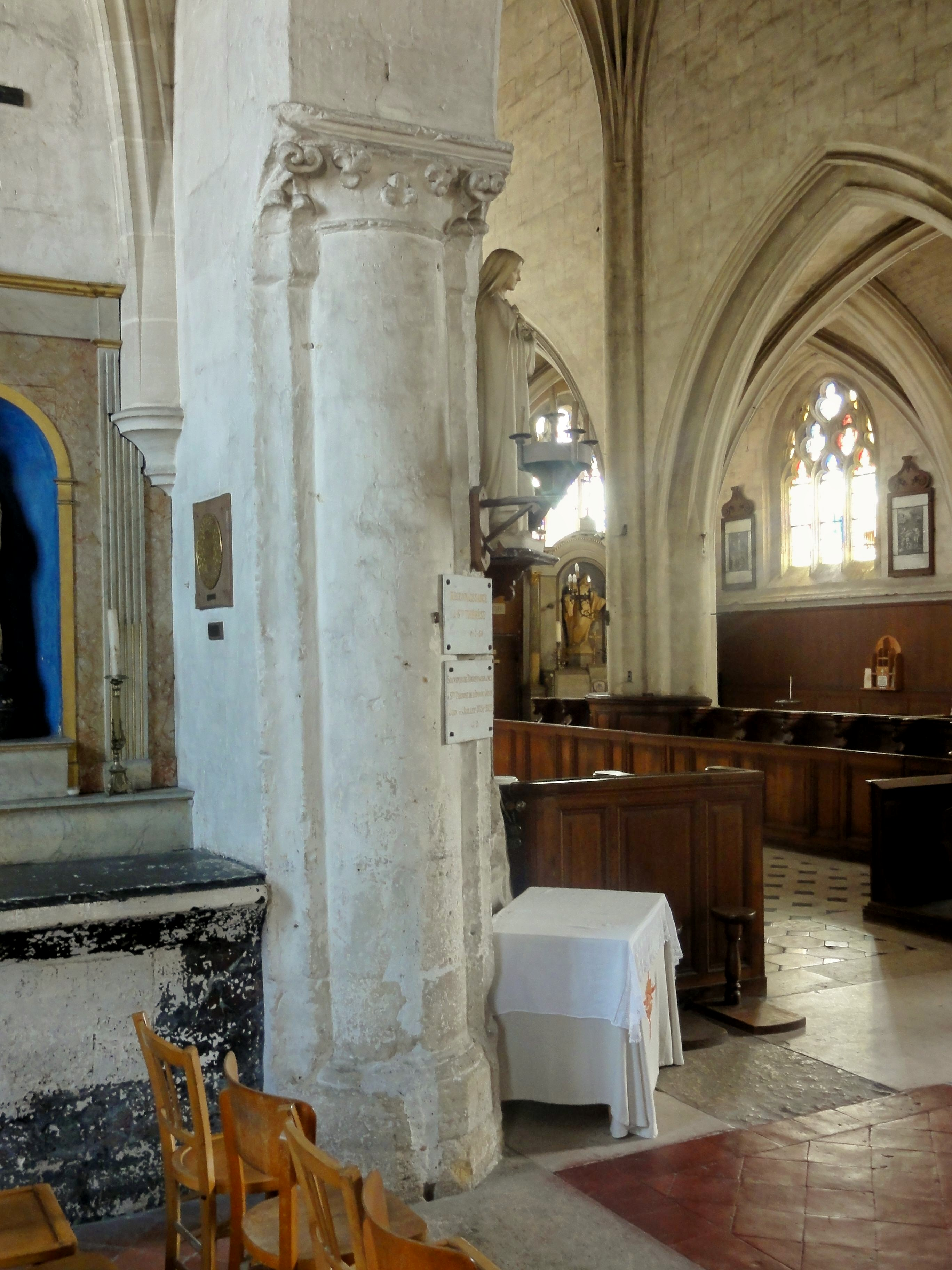
Colonne sculptée après coup dans la pile du clocher.

#### Chœur et bas-côtés

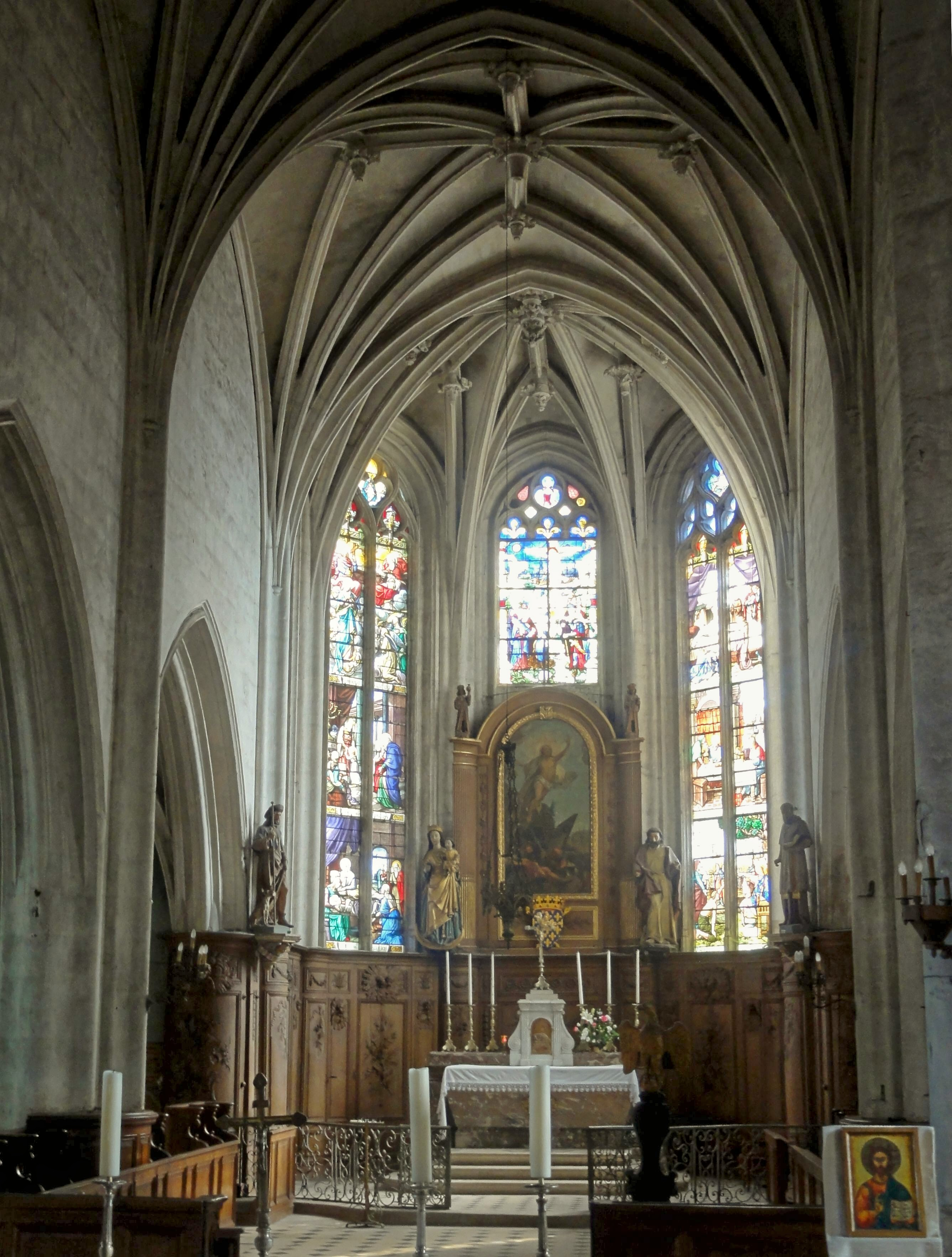
Chœur, vue vers l'abside.

Le chœur et ses bas-côtés ne comportent pas de vestiges de l'église du XIIe siècle, et sont donc tout à fait homogènes. Les principales différences sont des grandes arcades au profil prismatique se fondant directement dans les piliers, sans interposition de chapiteaux, et des fenêtres aux réseaux flamboyants. En plus, les voûtes disposent de formerets, inexistants dans les parties voûtées au XVIIIe siècle, et les murs gouttereaux des bas-côtés sont structurés par un glacis qui court au niveau du seuil des fenêtres. Ce glacis se situe à un niveau assez haut, ce qui enlève de la hauteur aux fenêtres. Elles sont donc plus larges que hautes, et subdivisées en trois formes trilobées surmontées par trois soufflets et deux mouchettes, formes de base des fenêtres flamboyantes. Ces fenêtres basses et une largeur plus importante des bas-côtés qu'au long de la nef leur confère un aspect trapu. En même temps l'architecture est soignée, ce que soulignent les clés de voûte délicatement sculptées. L'élégance n'atteint toutefois pas celle du vaisseau central, environ deux fois plus élevé. Dans les deux travées droites, les grandes arcades sont donc dominées par une importante portion de murs nus, animés seulement par les piliers ondulés. Les nombreuses nervures des voûtes à liernes et tiercerons en semblent naître d'une façon organique. Il n'y a jamais eu de fenêtres hautes. Une pénombre presque permanente règne dans les hauteurs du vaisseau, ce qui est un trait caractéristique de toutes les petites et moyennes églisess flamboyantes de la région, comme Clermont, Neuilly-sous-Clermont, Pont-Sainte-Maxence, Ully-Saint-Georges, Verberie ou Verneuil-en-Halatte.
Grâce à l'abside avec ses cinq hautes fenêtres, la luminosité est toutefois supérieure à celle de la nef. L'abside comporte une courte section droite, deux pans biais et le pan de l'axe du chevet. Sur les pans biais et au sud, les fenêtres sont à deux lancettes aux têtes trilobées, surmontées d'un soufflet et de deux lancettes. Les deux autres fenêtres ne présentent aucun meneau vertical, mais leur partie haute présente néanmoins un réseau avec trois petites têtes trilobées surmontées de soufflets et mouchettes en miniature. La baie d'axe conserve son vitrail d'origine, qui représente la Crucifixion, et a été confectionné par l'atelier des frères Leprince à Beauvais. Toutes ces fenêtres sont de largeur identique, et occupe toute la place disponible entre les piliers, qui par contre sont relativement volumineux. La voûte est particulièrement décorative. Six ogives rayonnent autour d'une clé pendante centrale, et au-dessus des fenêtres, chaque voûtain se trouve subdivisé en trois compartiments par une lierne et deux tiercerons. Le soubassement des fenêtres est entièrement habillé de boiseries de style Louis XVI, qui étaient initialement vernies de blanc et partiellement dorées. Le tableau du retable du maître-autel représente l'Ascension. Il est flanqué d'une statue de la Vierge à l'Enfant dite Notre-Dame de la Merci, patronne des prisonniers, et d'une statue de saint Joseph. À l'entrée du chœur, veillent saint Roch au nord et saint Antoine au sud. La grille de communion en fer forgé remonte au XVIIIe siècle comme la plupart du mobilier. Le tabernacle renferme toujours le Saint-Sacrement, mais depuis la réforme liturgique voulue par le concile Vatican II, qui veut un rapprochement entre le célébrant et les fidèles, le maître-autel en marbre blanc ne sert plus,.

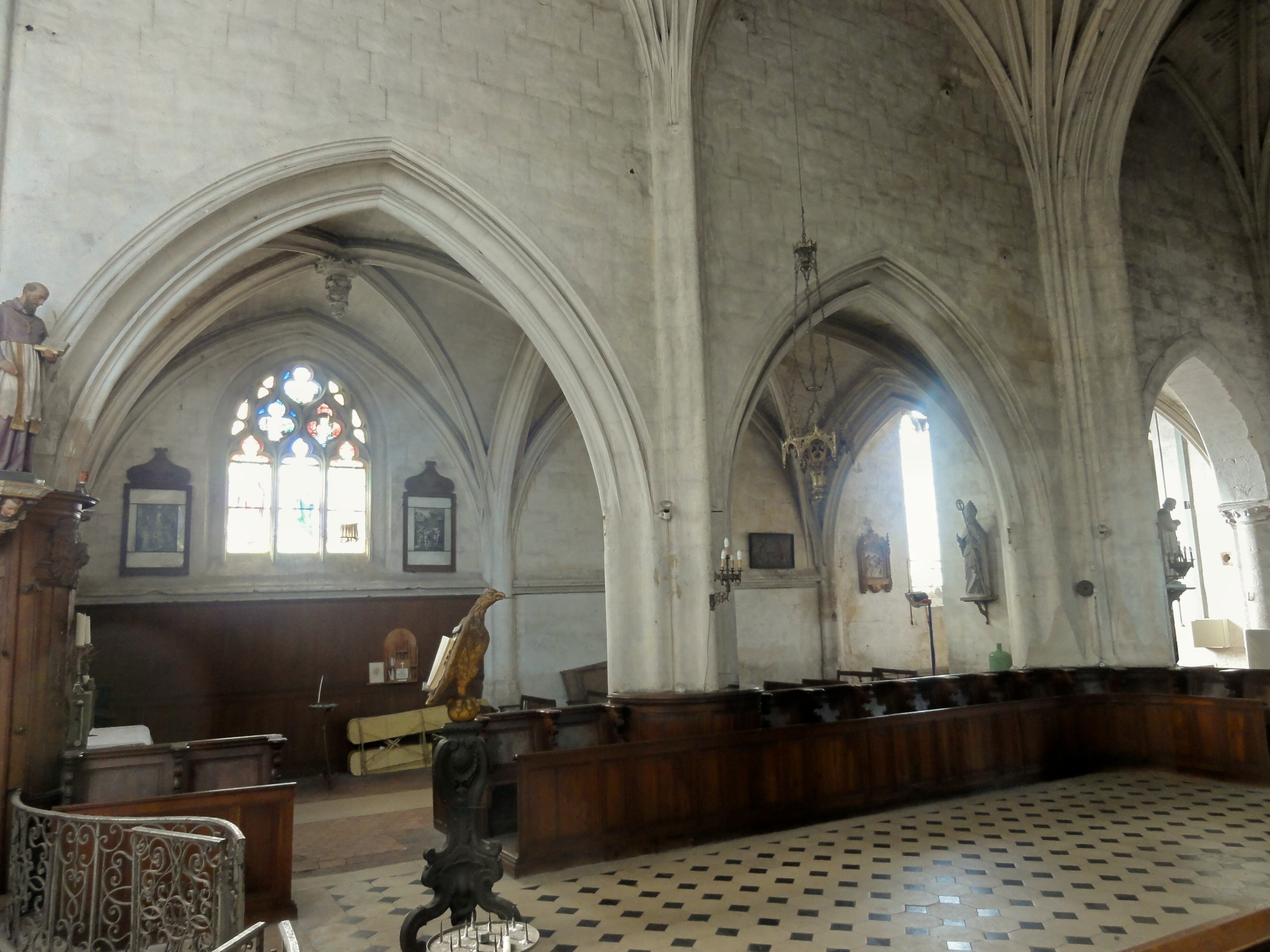
Grandes arcades du sud.
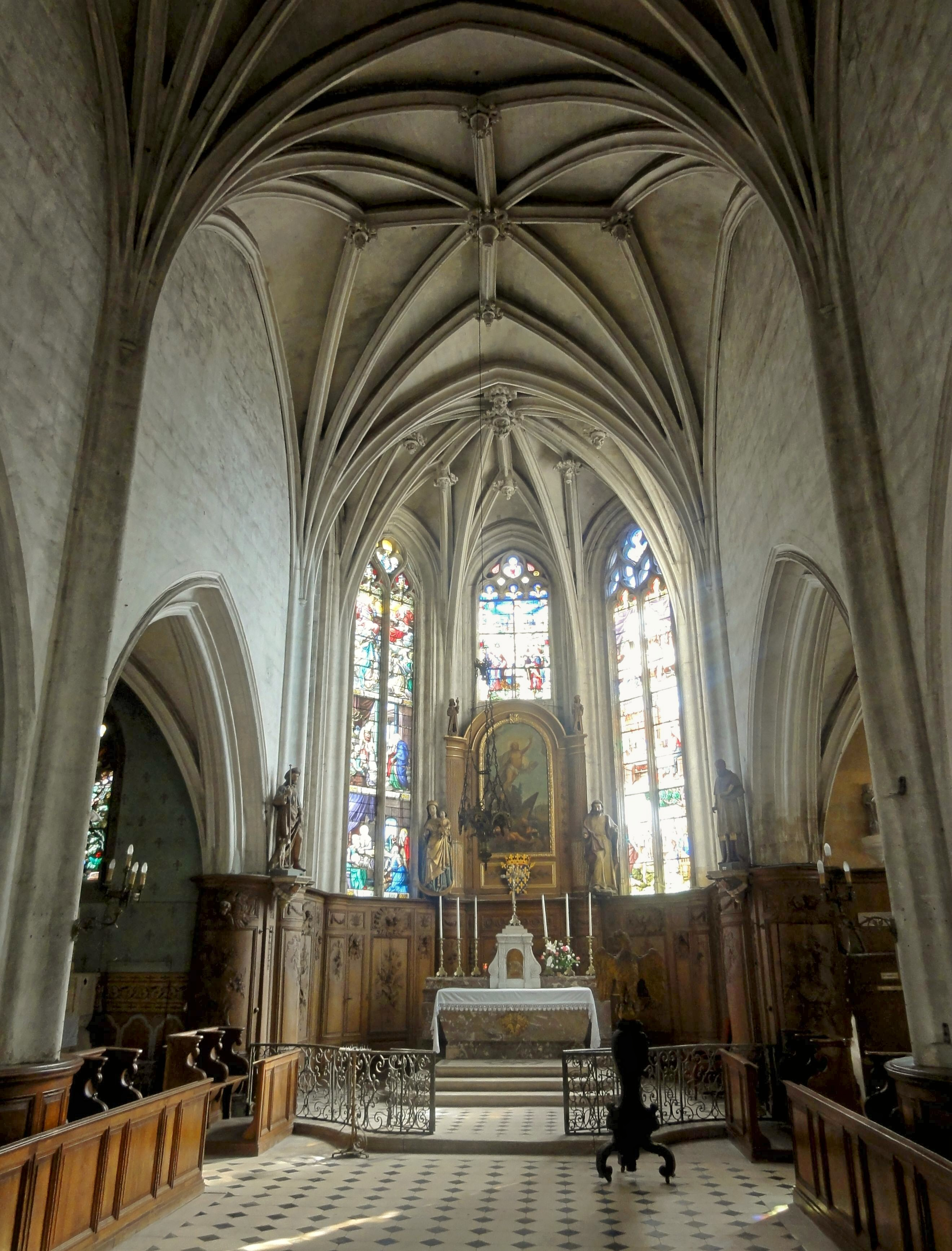
Chœur, vue vers l'est.
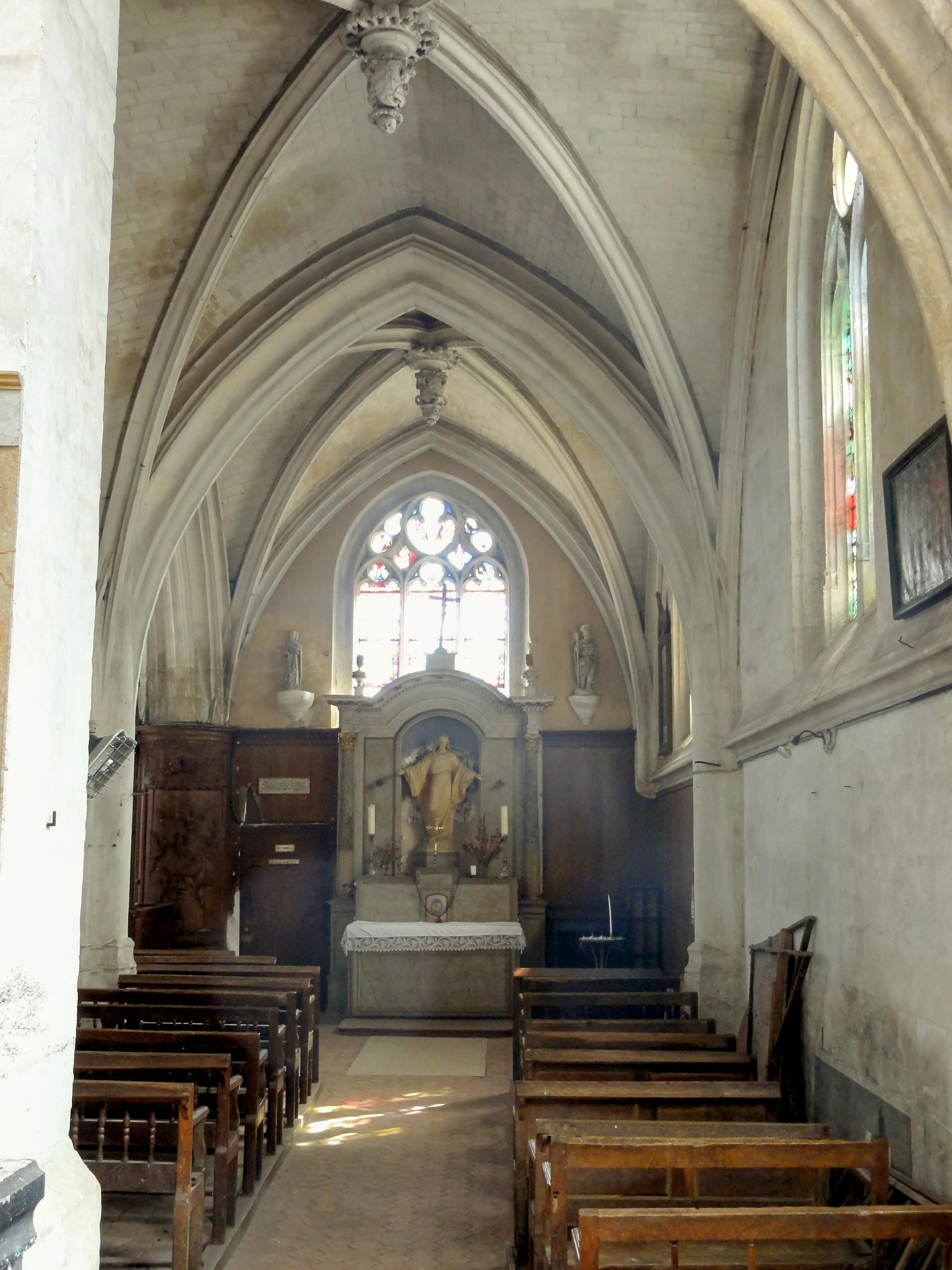
Bas-côté sud.
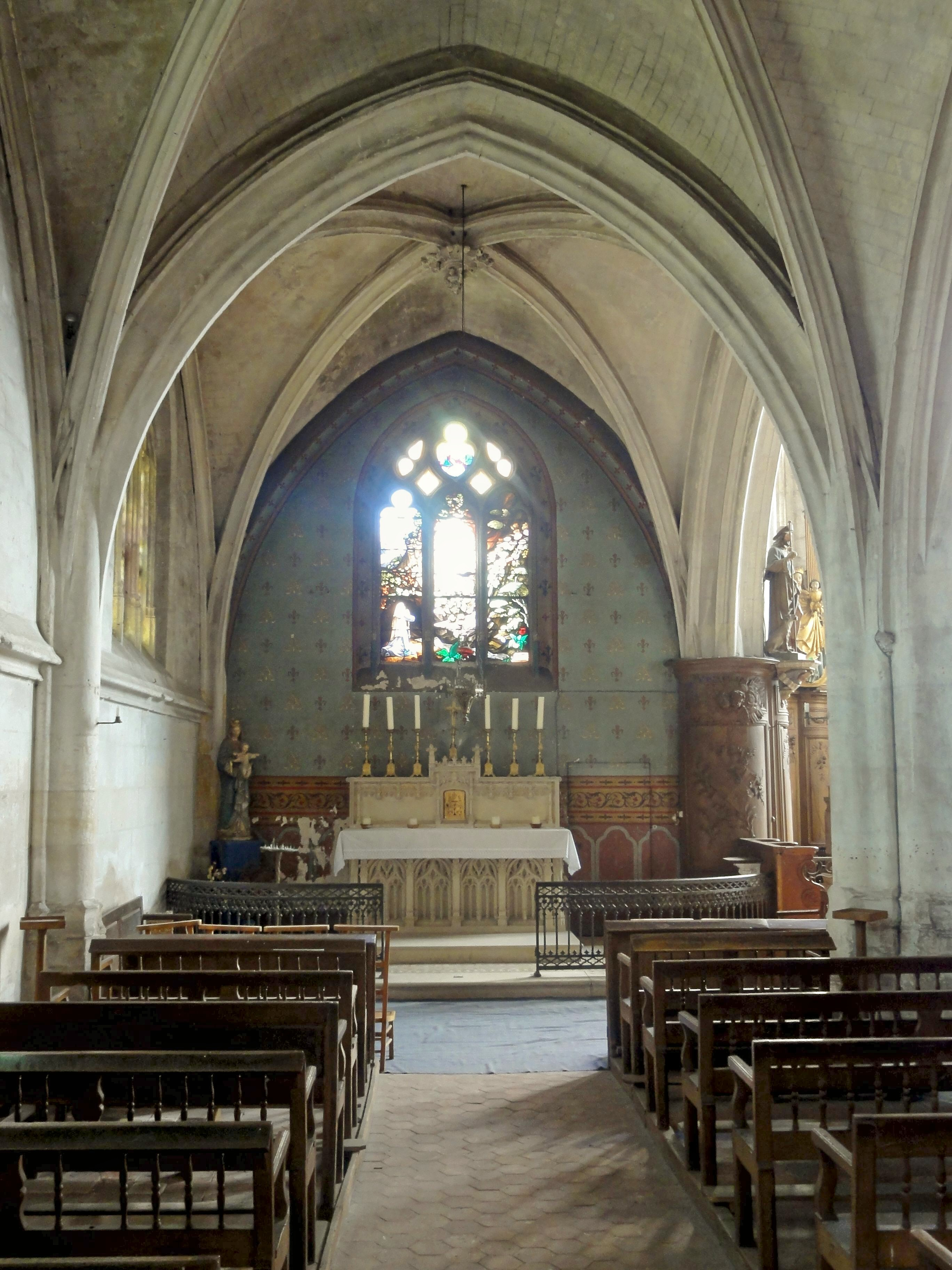
Bas-côté nord.
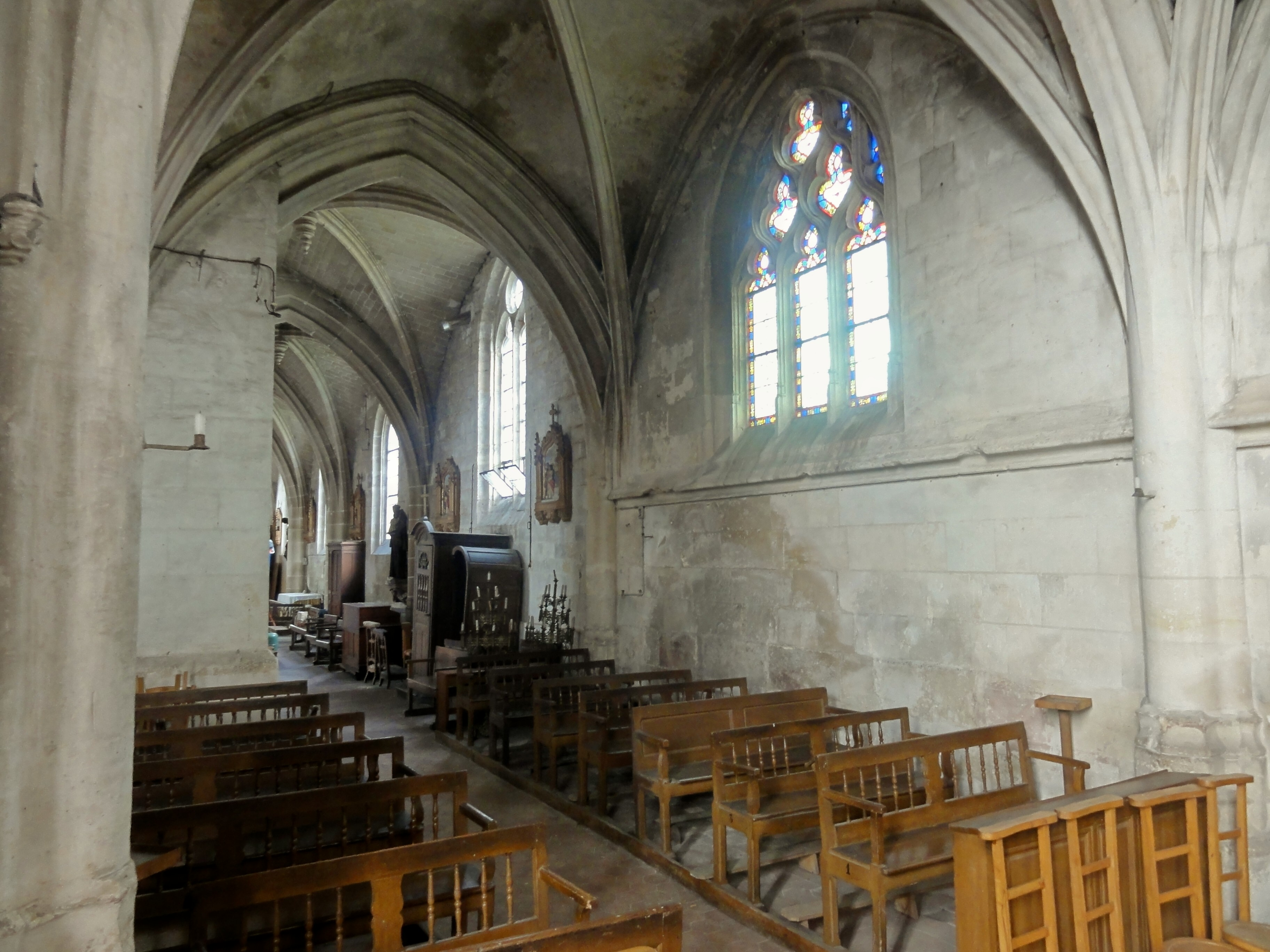
Bas-côté nord.
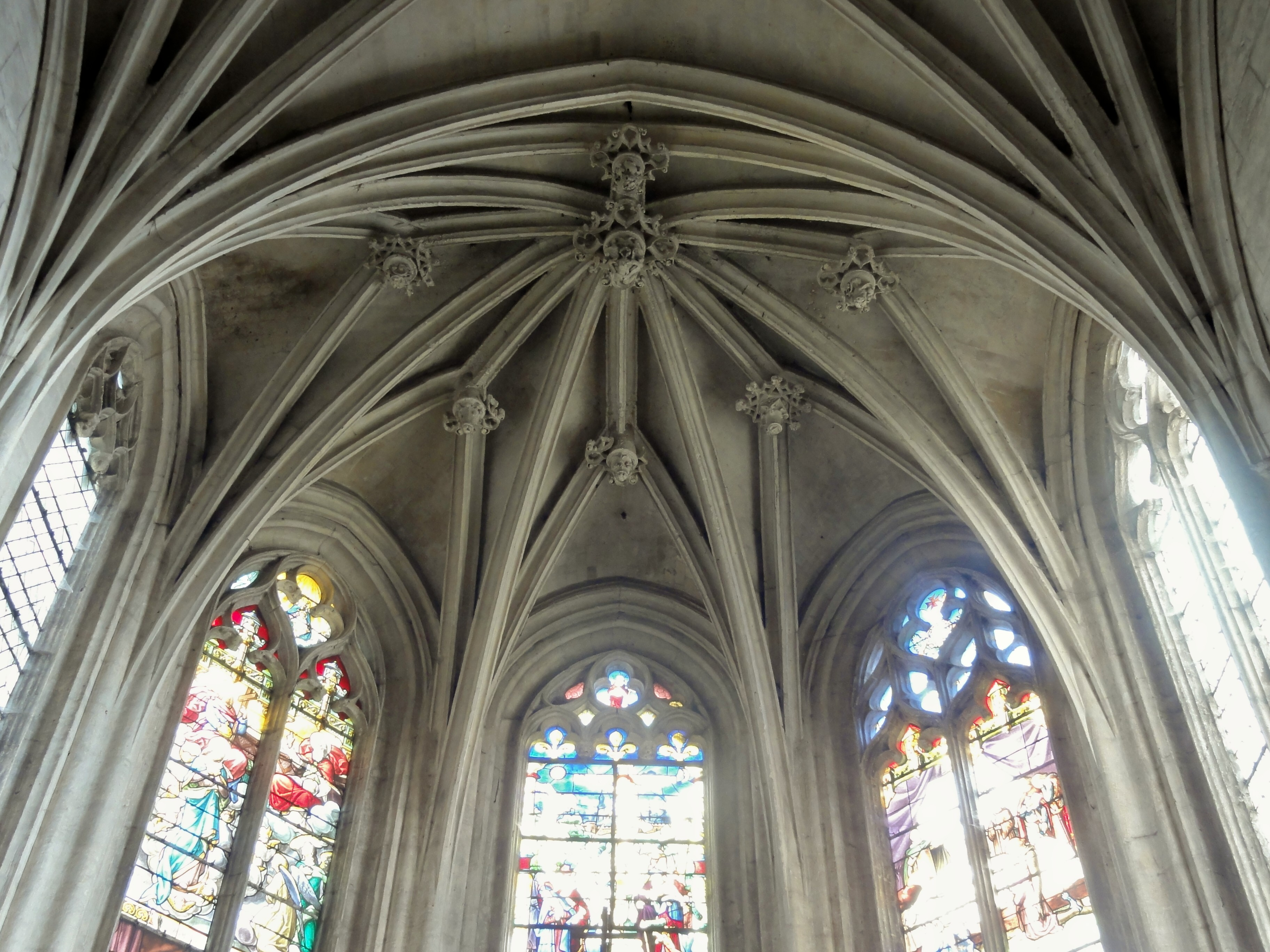
Voûte de l'abside.

### Extérieur

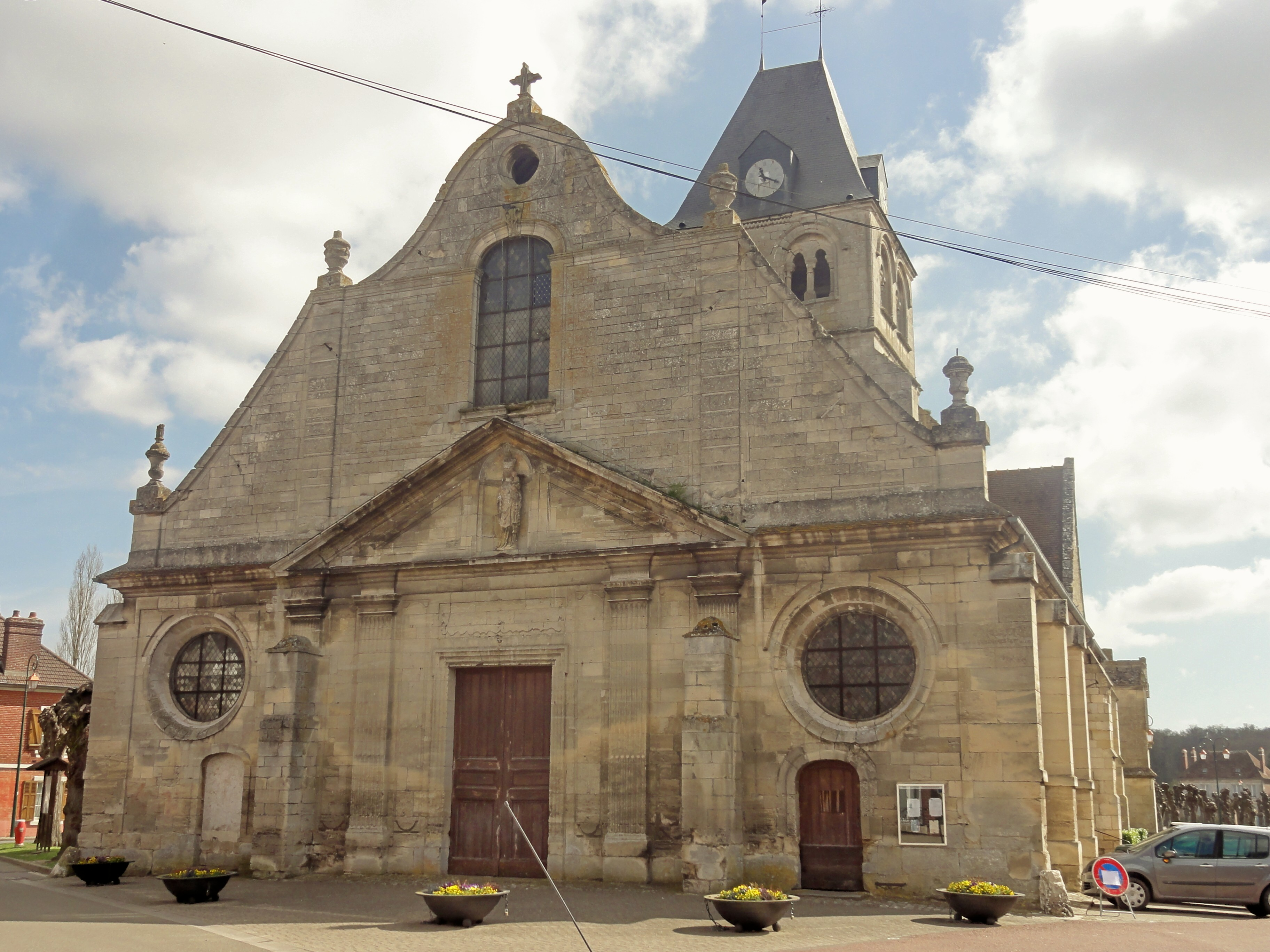
Façade occidentale.

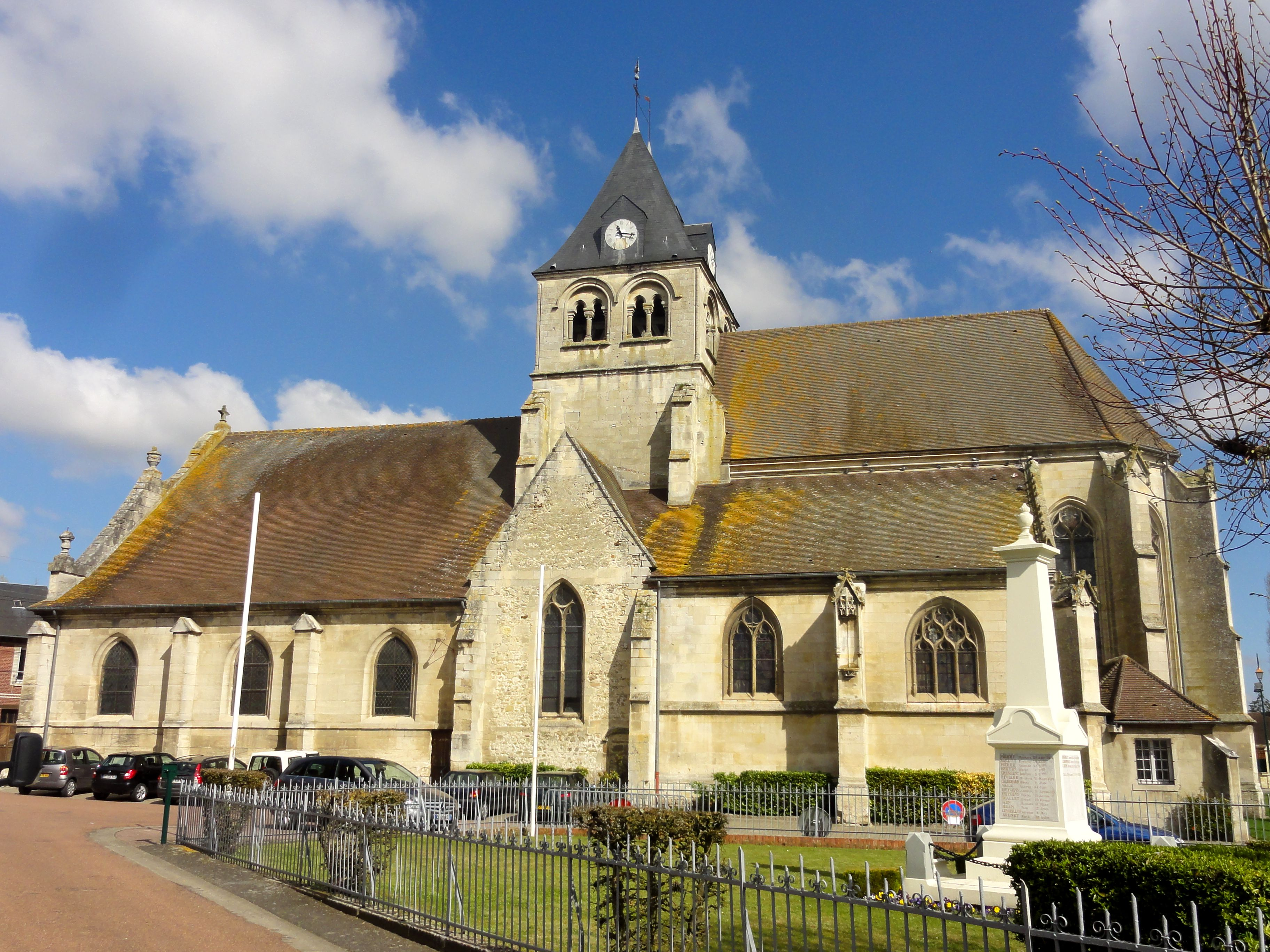
Élévation sud.

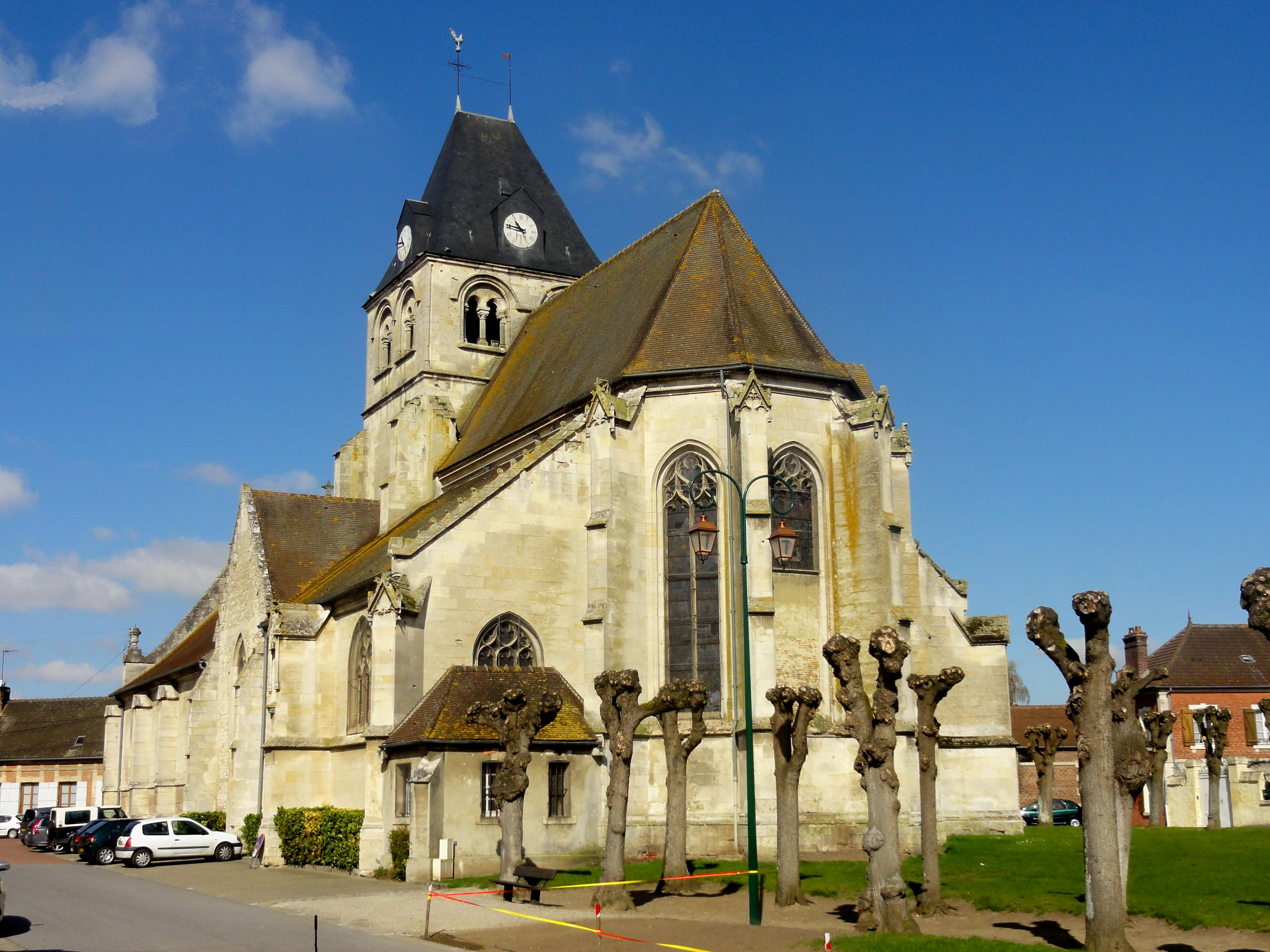
Vue depuis le sud-est.

La façade occidentale s'organise sur deux registres, le premier correspondant aux bas-côtés et au portail de la nef, et le second aux demi-pignons des bas-côtés, aux parties hautes de la nef et au pignon de la nef. L'ensemble est bâti en pierre de taille et d'une facture assez sobre. L'ordonnancement ne reflète pas tout à fait la structure de la nef et des bas-côtés, qui sont recouverts par un toit unique à deux rampants, ce qui donnerait normalement un large pignon unique. Au niveau du rez-de-chaussée, la nef est mise en exergue par deux paires de pilastres cannelés, qui flanquent le portail rectangulaire. Le premier et le dernier pilastre sont précédés par des contreforts carrés. Les quatre pilastres supportent un entablement simplifié, surmonté d'un fronton triangulaire dans lequel est ménagée une niche en plein cintre. Elle abrite une statue de la Vierge à l'Enfant datant au moins du XIVe siècle. Au-dessus, le mur haut de la nef est délimité par des pilastres plats et non décorés, qui sont sommés de vases. La grande fenêtre en plein cintre ne correspond en rien à la réalité à l'intérieur de l'église, où l'on aperçoit seulement une rosace. L'ensemble de la baie est vitré, mais elle est néanmoins en grande partie factice. Un bandeau mouluré court au niveau des impostes, et marque le début du pignon. Il est percé d'un oculus au-dessus de la fenêtre, ses rampants sont galbés, et il est sommé d'une croix en antéfixe. Les demi-pignons des bas-côtés sont également légèrement galbés, et ils retombent sur de courts contreforts amortis par des pots-à-feu. Des corniches constituées de multiples moulures, comme on en trouve aussi sur le fronton, séparent les demi-pignons des murs des murs des bas-côtés. La disposition de ces murs rompt un peu les proportions harmonieuses de la façade, car ils sont percés d'oculi d'un diamètre important situés trop près du sol. Ils sont plus grands que les portes en anse de panier désaxées, dont celle à gauche (au nord) a été murée. Quant aux murs gouttereaux des bas-côtés, ils contrastent avec la façade par l'absence de style précis. On y voit des contreforts carrés à chaperons, et des fenêtres en tiers-point sans remplage, dont la forme est une concession au voûtement gothique à l'intérieur. D'habitude, le Classicisme ne connaît que des arcs en plein cintre ou en anse de panier.
Le clocher central est de plan approximativement carré, et comporte au-dessus de sa base un étage intermédiaire aveugle, puis l'étage de beffroi qui en est séparé par un bandeau mouluré. Les deux contreforts orthogonaux par angle s'arrêtent par un glacis en haut de l'étage intermédiaire. Au niveau de l'étage de beffroi, les angles sont agrémentés de colonnettes sans chapiteaux. Chaque face est percée de deux baies en plein cintre, dont les arcs sont surmontés de bandeaux en forme de sourcil qui se rejoignent. On voit par la section droite de ce bandeau, qui n'existe que sur les faces est et ouest, que les baies y sont plus espacées qu'au nord et au sud. Les fenêtres sont entourées d'un tore, qui dans certains cas se trouve interrompu par un chapiteau et un haut tailloir fruste. Chacune des baies est réséquée en deux étroites arcades brisées, qui reposent ensemble sur trois colonnettes à chapiteaux. Ces colonnettes sont monolithiques. Certains chapiteaux d'origine ont été remplacés par des chapiteaux ronds sans sculpture. Les arcades sont moulurées, mais les tympans sont nus. Louis Graves prétend que la subdivision des baies en deux arcades ne date pas d'origine, et Germain Montier le reprend littéralement sans avoir vérifié sur place. Le moins que l'on puisse dire est que plusieurs clochers romans de la région ont des baies recoupées de la même façon dès le début, comme Orrouy et Saint-Vaast-de-Longmont. Le clocher est aujourd'hui coiffé d'un toit à la hache couvert d'ardoise. Germain Montier pense que ce toit remplace une flèche en pierre, mais n'a pas non plus vérifié à l'intérieur si des trompes nécessaires à une flèche octogonale existent.
Le vaisseau central du chœur est plus élevé que la nef, et le sommet de son toit atteint le niveau des fenêtres du clocher, sans pour autant les obstruer. Les toits en appentis fortement inclinés des bas-côtés s'appuient contre les murs gouttereaux du chœur, et ne laissent libre que la corniche. Les rampants des demi-pignons sont garnis de crochets, et les contreforts des bas-côtés et de l'abside sont pourvus d'une décoration flamboyante. Elle se concentre sur les gâbles des chaperons, et au niveau des bas-côtés, ceux-ci portent les dais finement ciselés de niches à statues aujourd'hui vides. En outre, le flanc extérieur des contreforts présente deux larmiers, et un glacis formant larmier court tout autour du chœur au niveau du seuil des fenêtres. Le même glacis existe à l'intérieur, mais uniquement sur les murs gouttereaux des bas-côtés. Sur un contrefort méridional du chœur se lit l'inscription suivante en lettres gothiques :

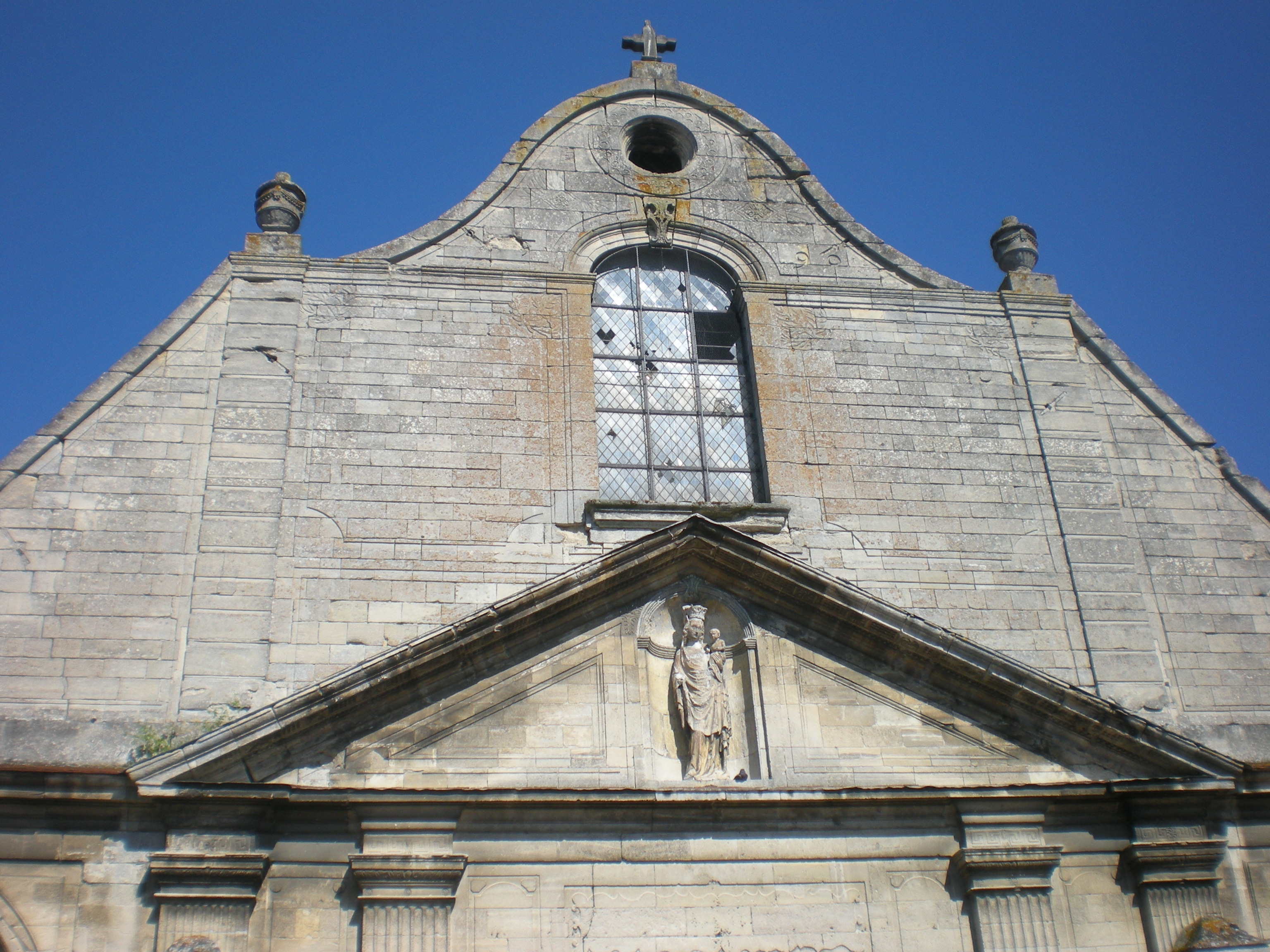
Façade, parties hautes.
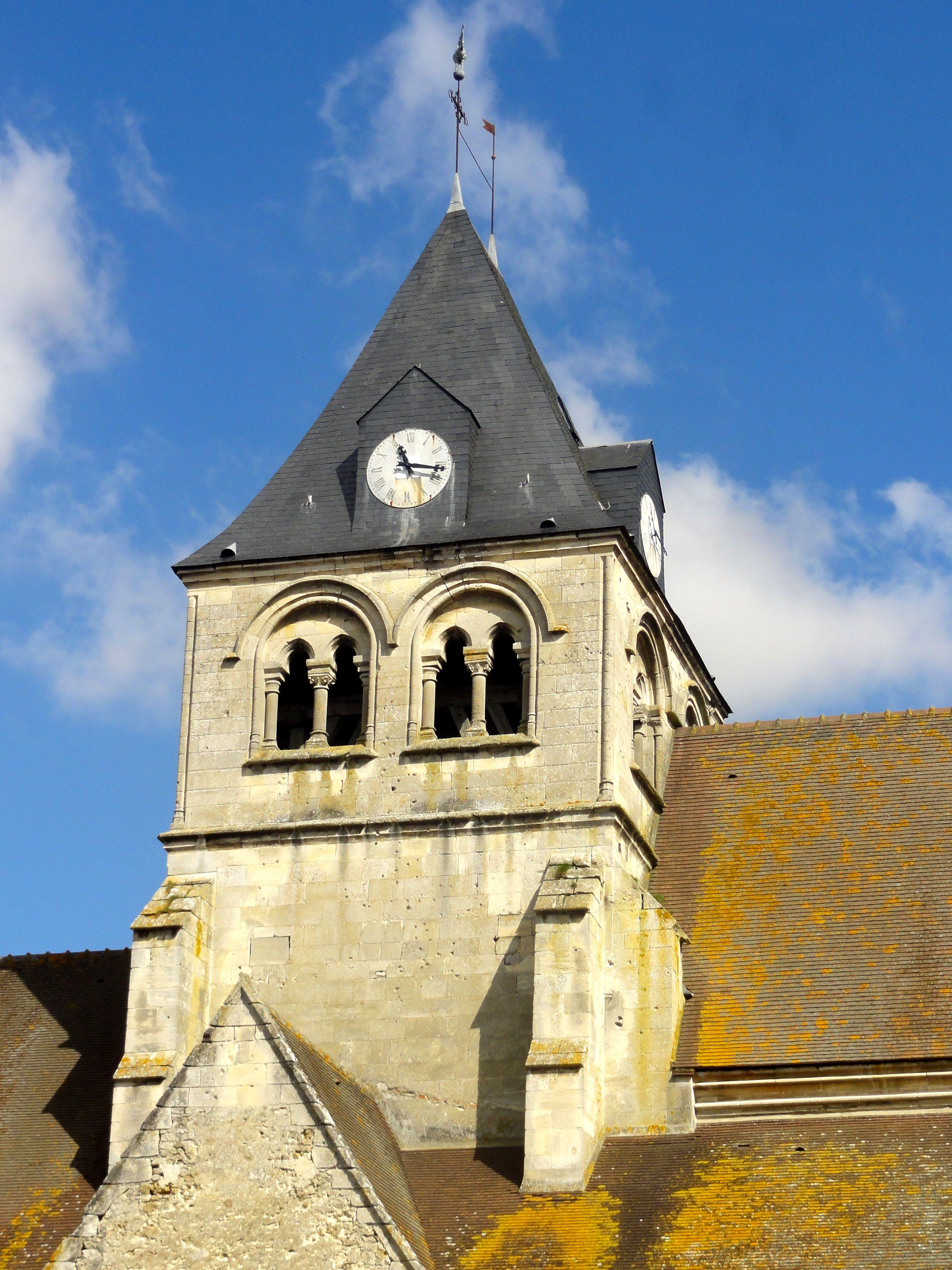
Clocher.
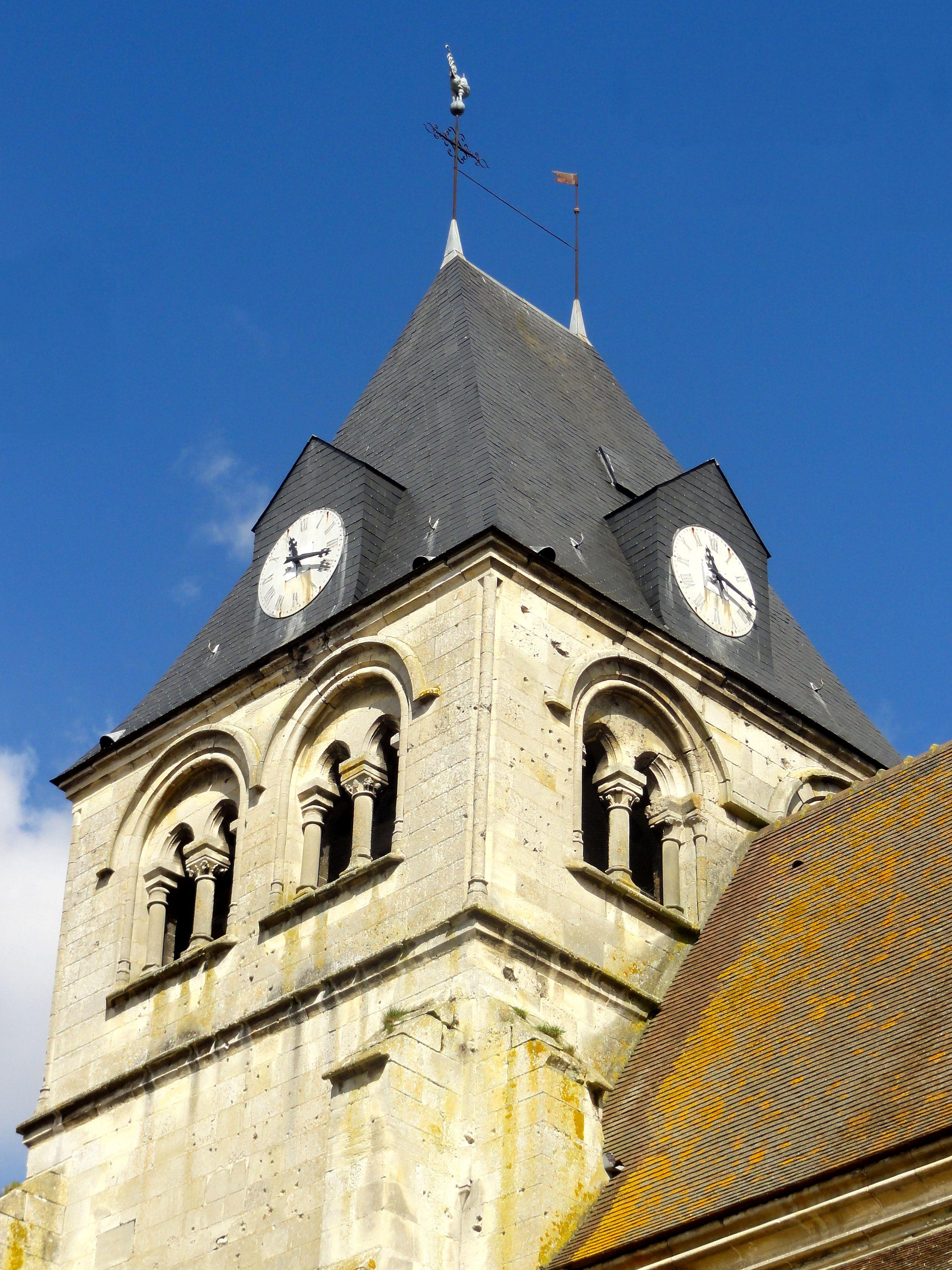
Clocher.
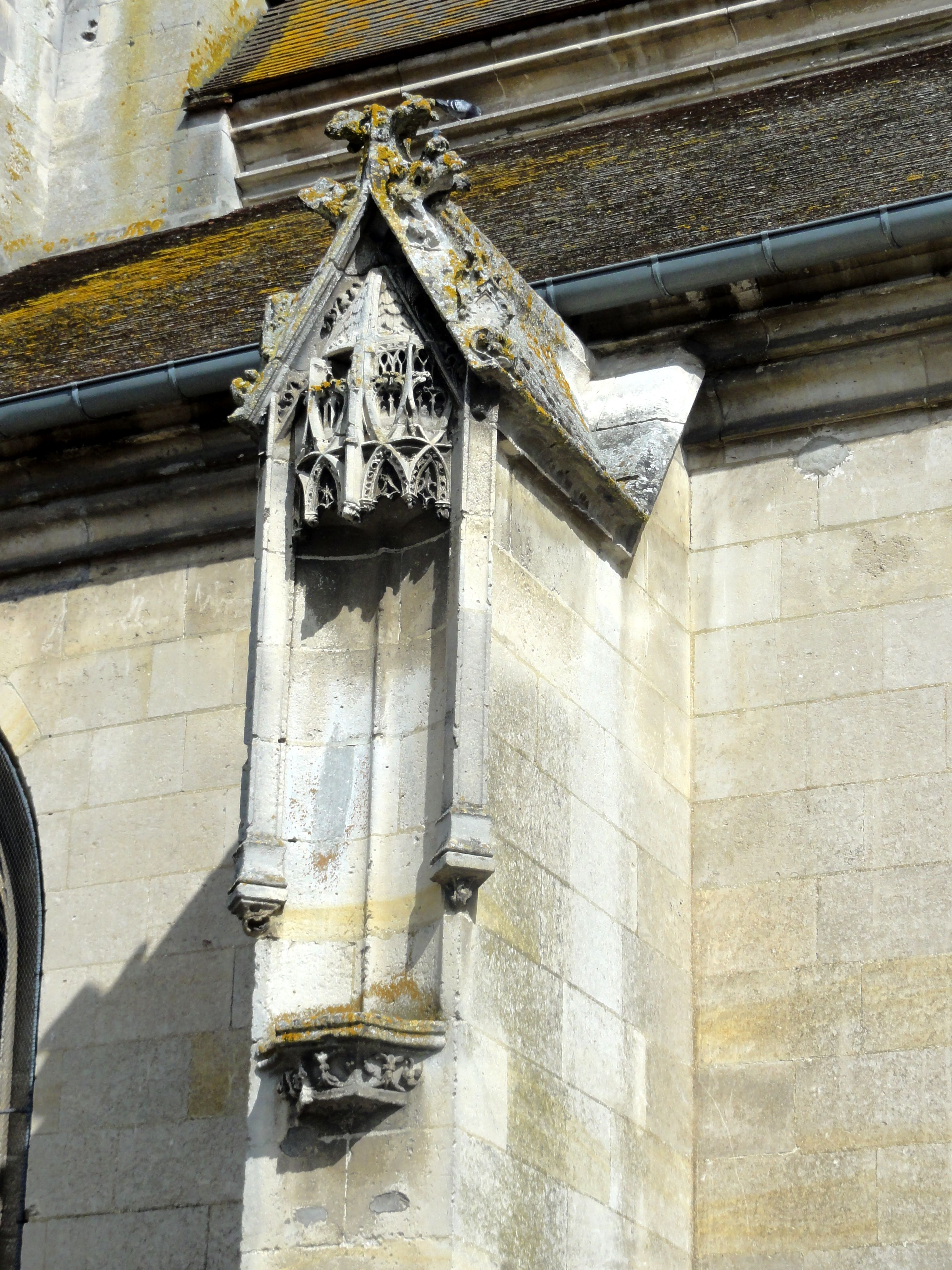
Niche à statue.
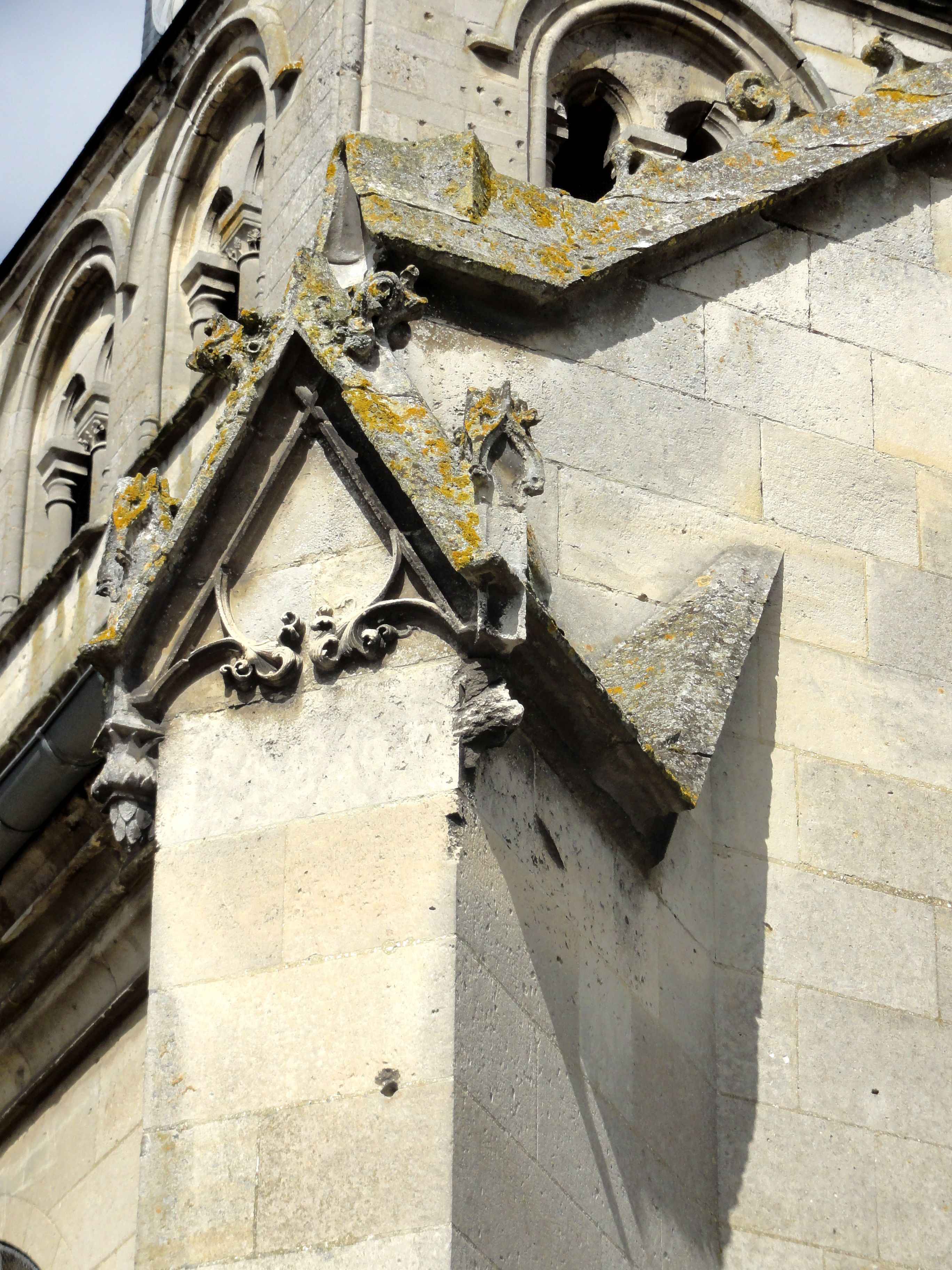
Contrefort du chevet.
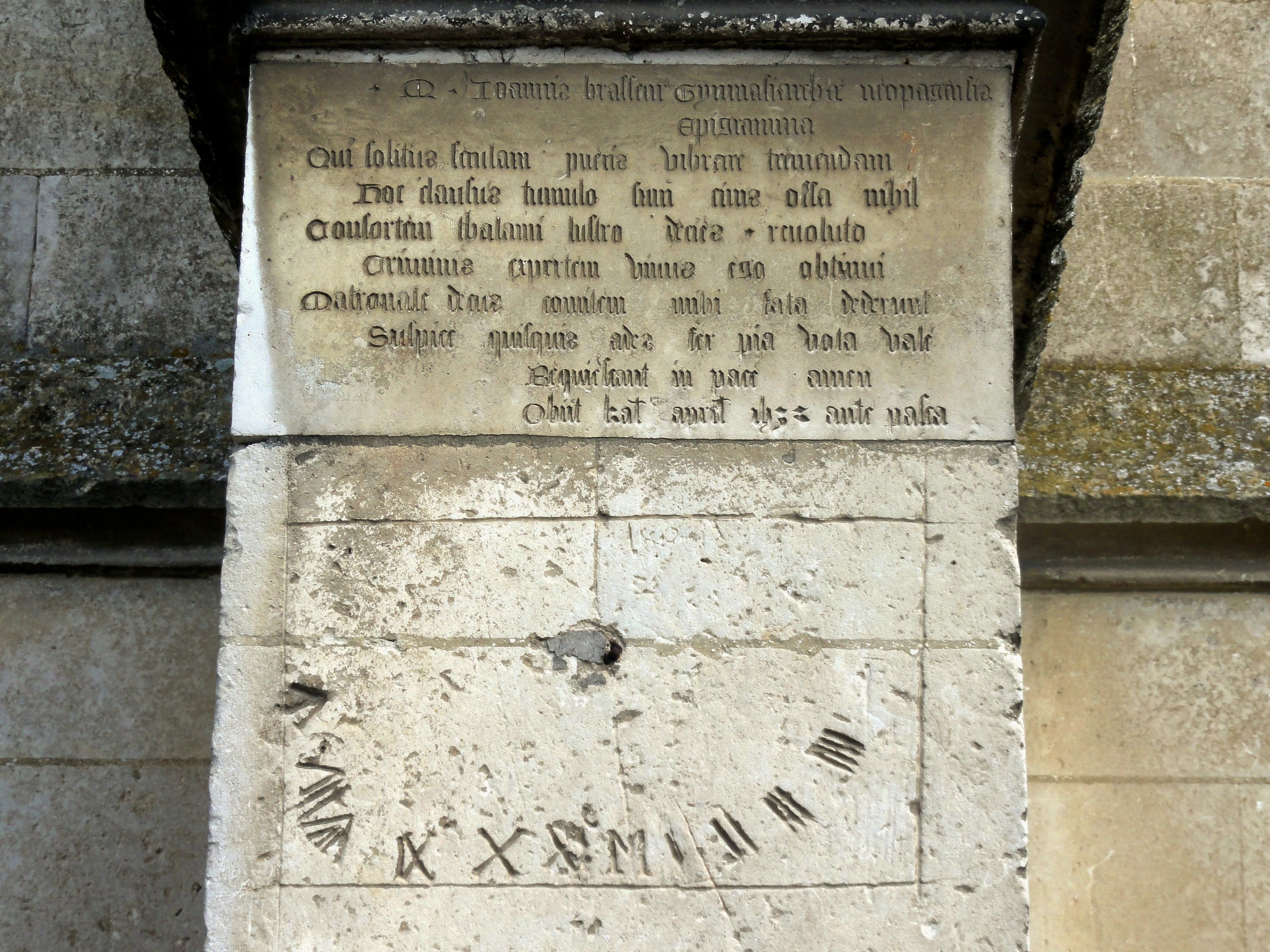
Épitaphe de Jean Brasseur.

## Mobilier
L'église renferme un nombre considérable d'éléments de mobilier classés monuments historiques au titre objet :
- Une statue de la Vierge à l'Enfant en pierre, datant au moins du milieu du XIVe siècle. Elle occupe la niche au-dessus du portail occidental[11] ;
- Les fonts baptismaux, datant du premier quart du XVIe siècle. La cuve baptismale est octogonale, et ses faces rebondies sont terminées de part et d'autre par un groupe de moulures entre deux boudins. En haut de chaque face, figurent alternativement un écusson martelé et une rosace. Les fonts baptismaux sont accompagnés d'une petite piscine de la même forme, portée par un fût octogonal[12],[13] ;
- Un tableau et son cadre, représentant sainte Madeleine et saint Jean-Baptiste, de datation incertaine[14] ;
- Un tableau représentant la Sainte Famille avec sainte Madeleine et saint Jean Baptiste, datant du XVIe siècle et rattaché à l'entourage d'Orazio Samacchini, peut-être le peintre anonyme connu sous le nom de convention de « Pittore di Filippo Guastavillani »[15] ;
- Un cadre, datant du XVIIe siècle[16] ;
- Une dalle funéraire à effigie gravée de Jean Brassart, datant de 1533[17]. Germain Montier ne mentionne pas cette dalle funéraire, mais l'inscription funéraire de Jean Brasseur sur un contrefort au sud, déjà signalée et datant de 1532. Peut-être le dossier de classement confond nom et date avec la dalle funéraire de Jean de Bertaucourt, capitaine de La Neuville-en-Hez et maître des Eaux et Forêts, morte en 1482. Cette dalle est scellée dans le sol du bas-côté sud du chœur[7] ;
- Une paire d'autel-tombeaux, en pendant, datant respectivement du XIIe et XVe siècle. Ils sont placés devant les contreforts des piles occidentales du clocher, vers la nef, à gauche et à droite de l'arc triomphal. Le plus ancien se trouve au sud (à droite)[18] ;
- Une statue de la Vierge à l'Enfant dite Notre-Dame de la Garde, en bois de tilleul peint, haute de 140 cm et datant du XVIe siècle. Elle provient du couvent des Cordeliers de Notre-Dame-de-la-Garde, et on la trouve au-dessus de l'autel-tombeau à gauche de l'arc triomphal[19] ;
- Un groupe sculpté représentant la Vierge de Pitié, datant du dernier quart du XVIe siècle[20]. Il est accroché sur la pile sud-ouest du clocher, côté nef, soit à droite en regardant le sanctuaire ;
- Un christ en croix, datant du XVIe siècle[21] ;
- Une paire de crédences et un fauteuil de style Louis XVI, datant du dernier quart du XVIIIe siècle[22] ;
- Un aigle-lutrin en bois, datant du XVIIIe siècle[23] ;
- Une statue représentant un saint-évêque, en bois de tilleul peint, haute de 143 cm et datant du XVIe siècle. L'on suppose qu'il s'agit de saint Lucien de Beauvais[24],[7] ;
- Un ensemble de trois verrières figurées (baies 0, 6, 8), datant de la première moitié du XVIe siècle[25] :
  - Verrière figurée (baie 0), axe du chevet : Crucifixion et le coup de lance. Ce vitrail est attribué à l'atelier des frères Leprince à Beauvais[26],[27] ;
  - Verrière figurée (baie 8), bas-côté sud : Calvaire, sainte Barbe, saint évêque[28] ;
  - Verrière figurée (baie 6), bas-côté sud : saint Louis[29] ;
- Une statue de la Vierge à l'Enfant, dite Notre-Dame de la Merci, en pierre peinte et partiellement dorée, haute de 160 cm et datant du XVIe siècle[30] ;
- Le lambris de demi-revêtement de l'abside, de style Louis XVI, datant du dernier quart du XVIIIe siècle[31].

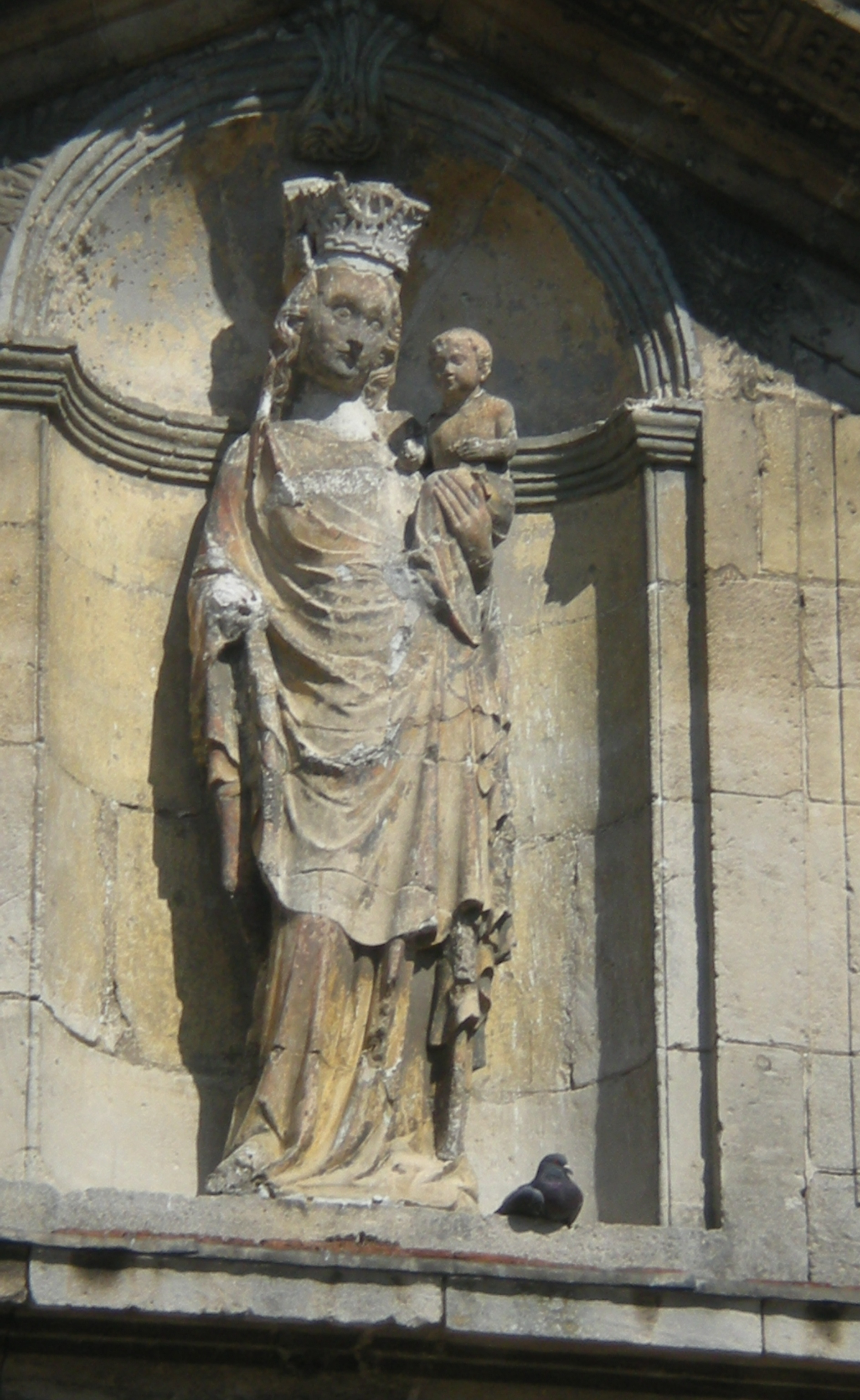
Vierge à l'Enfant du XIVe siècle sur la façade.
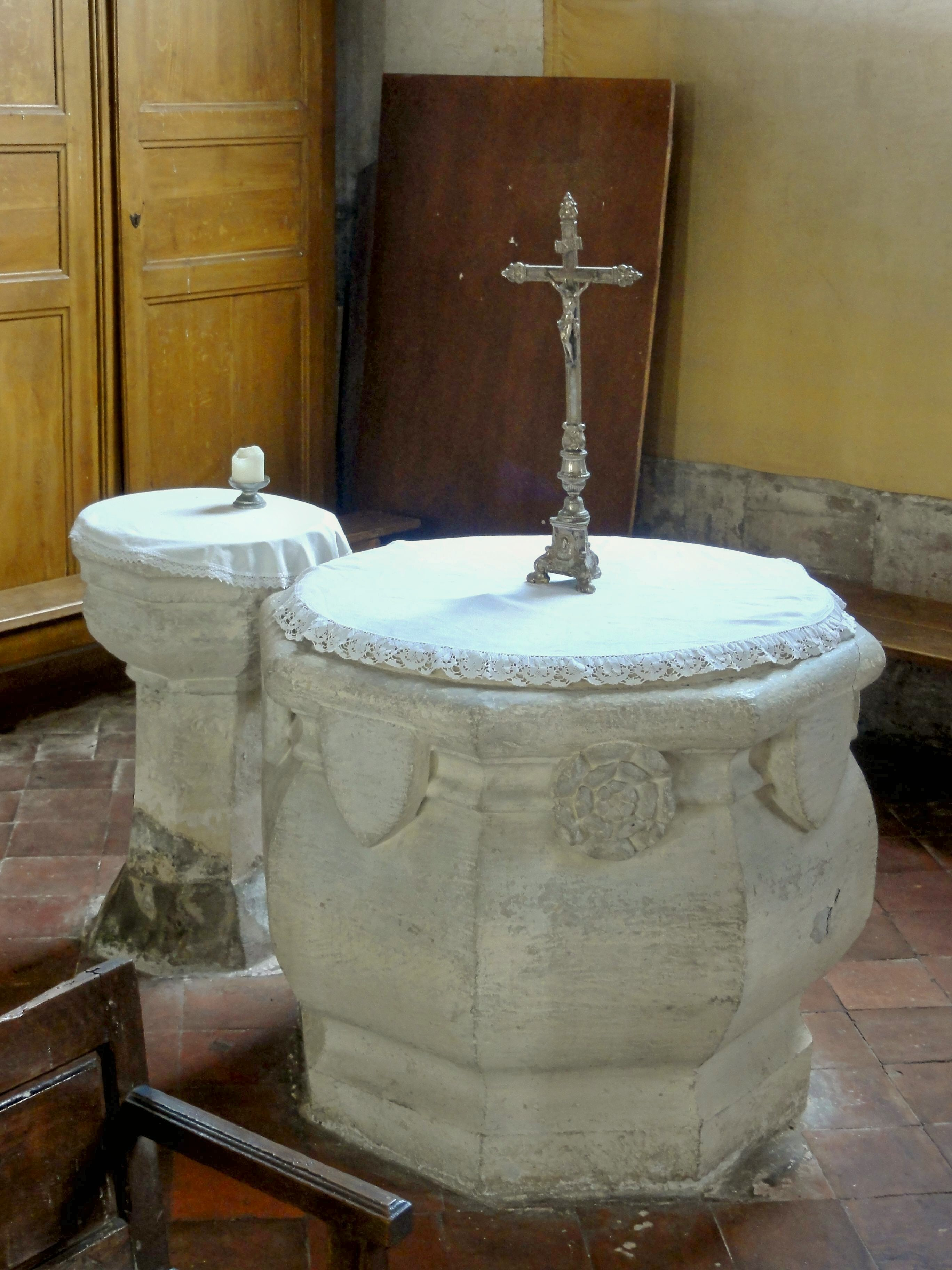
Les fonts baptismaux du XVIe siècle.
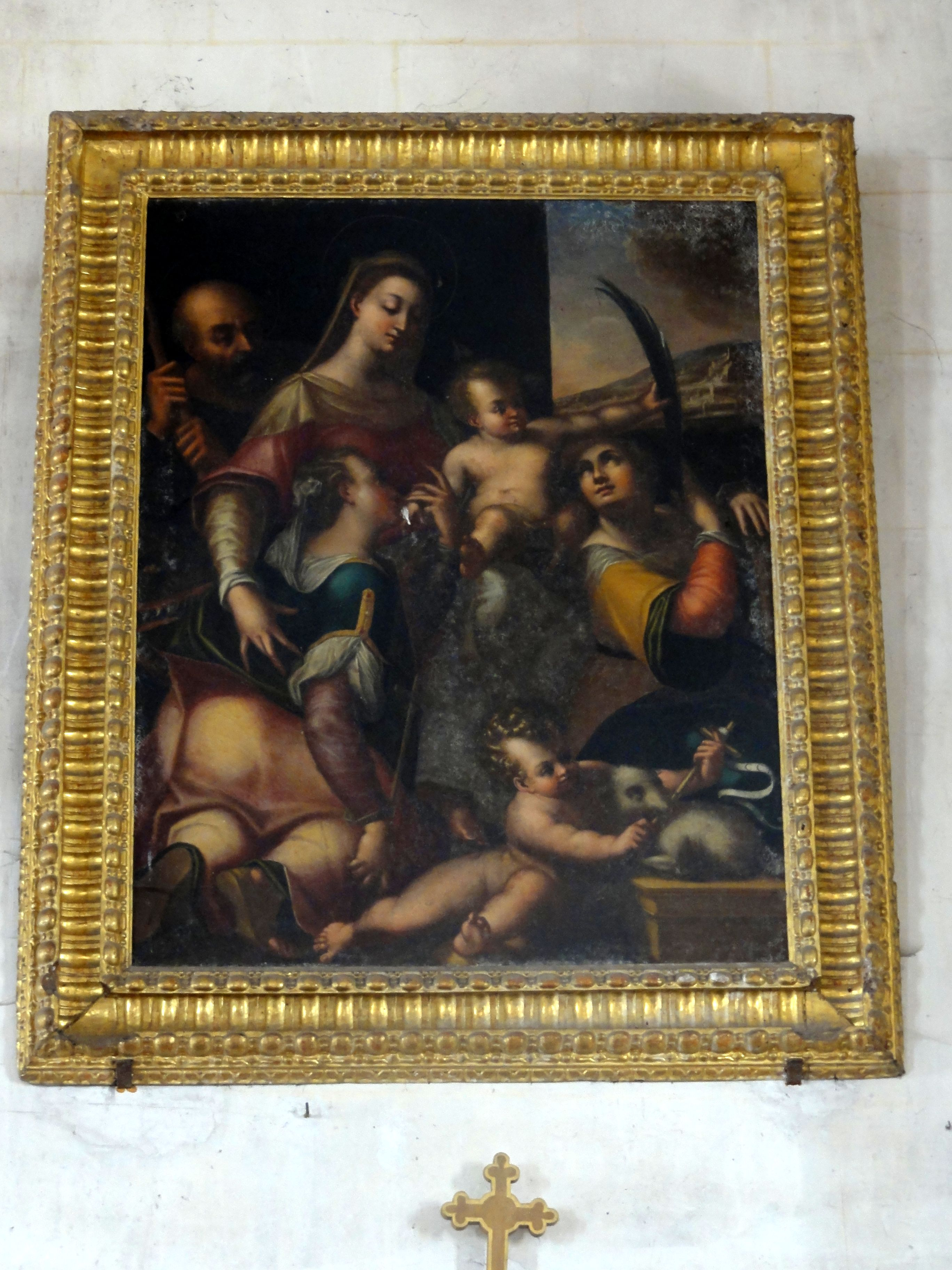
Sainte-Famille avec Madeleine et saint Jean-Baptiste.
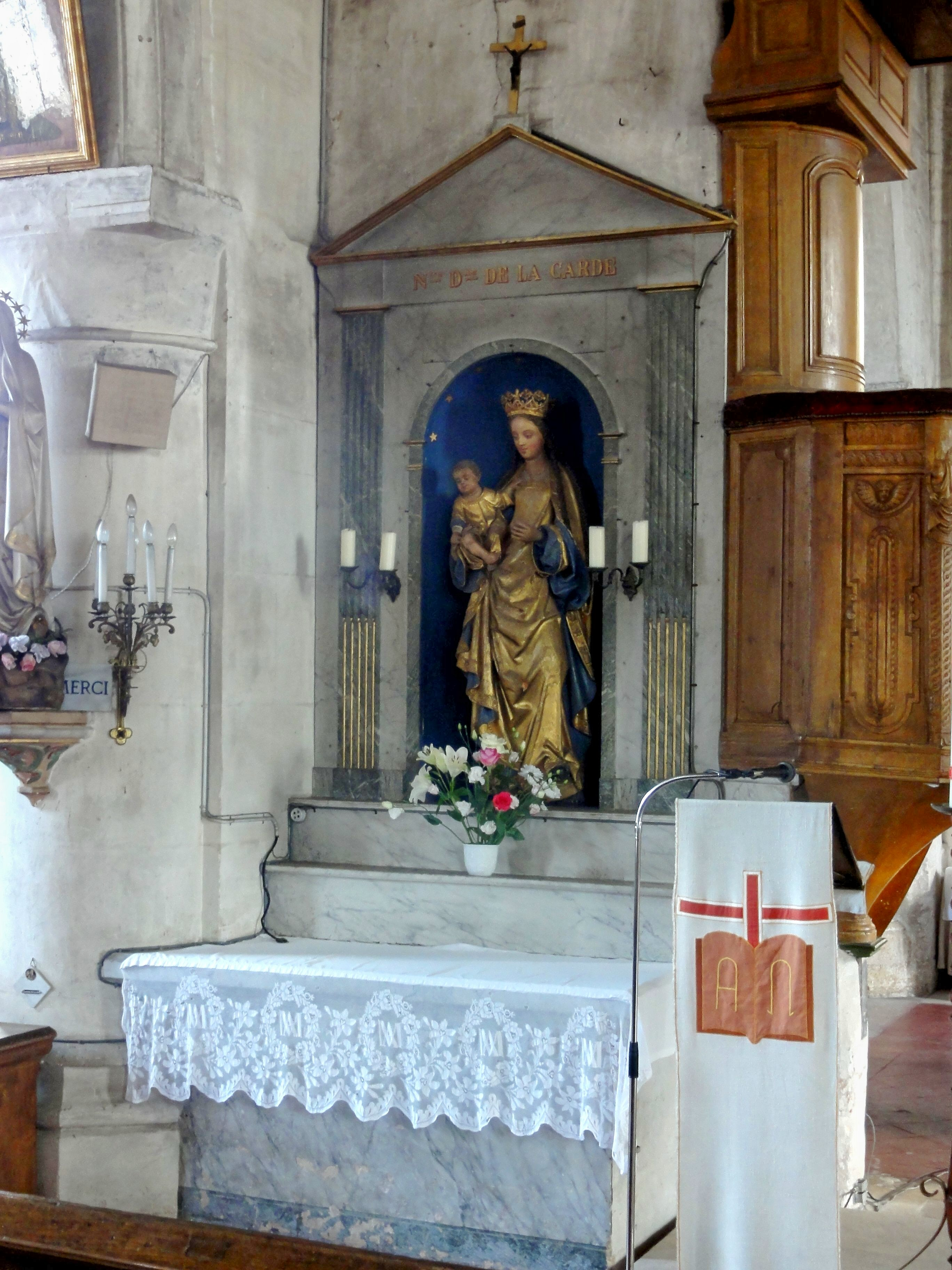
Autel-tombeau de gauche et Notre-Dame de la Garde.
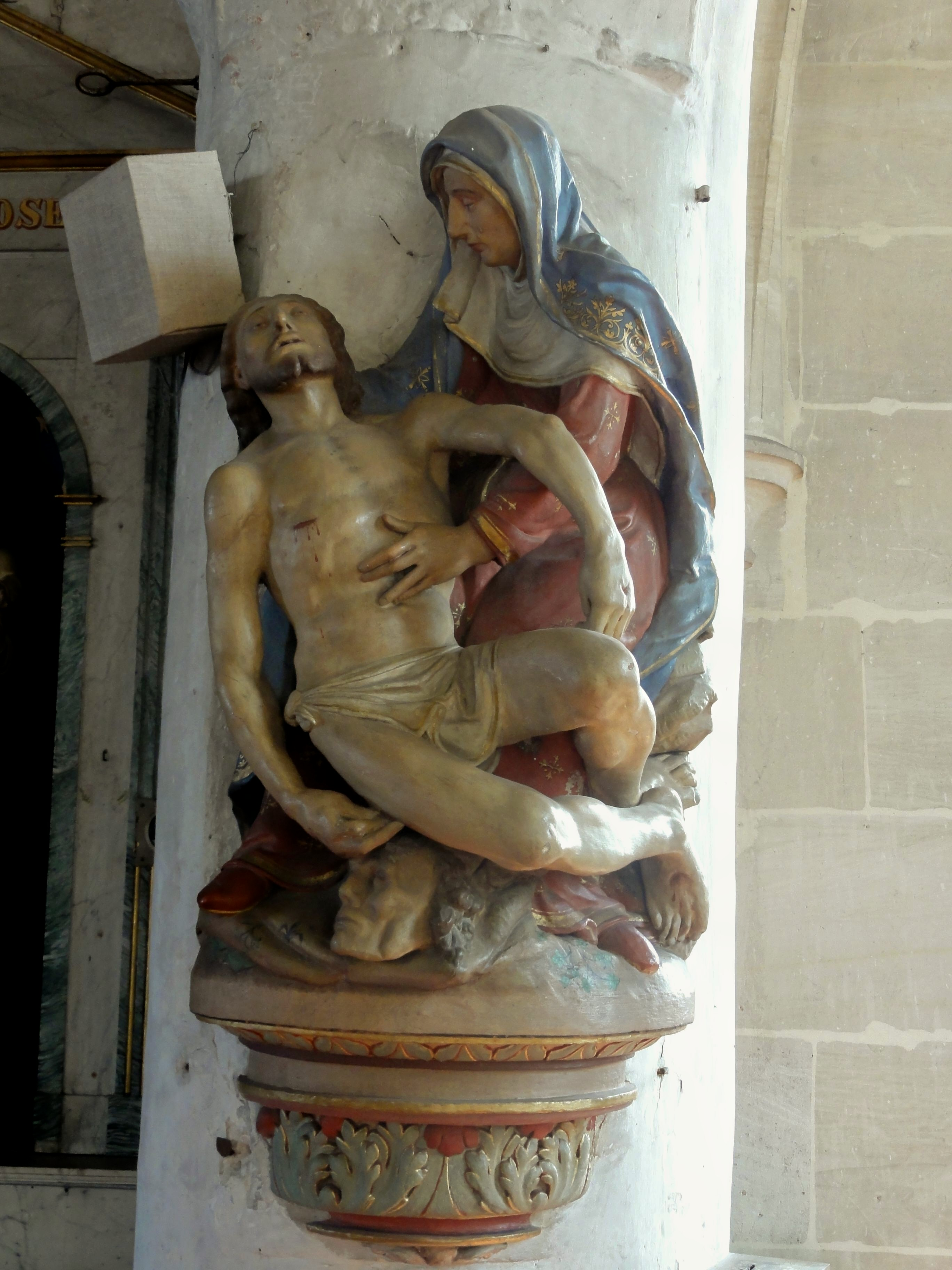
Groupe sculpté - Vierge de Pitié.
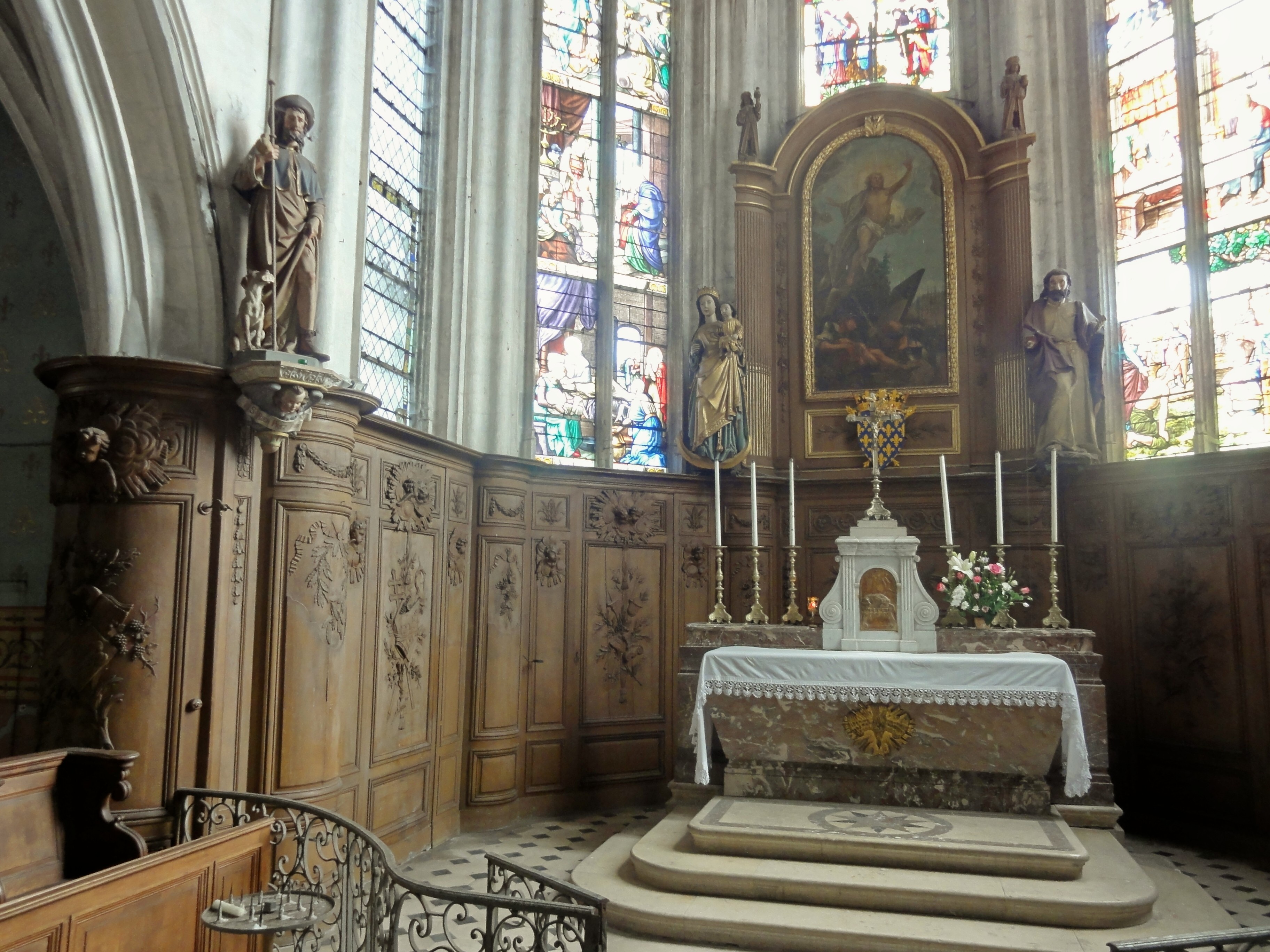
Lambris de demi-revêtement du chœur.